# Sisimiut
Vous lisez un « bon article » labellisé en 2011.
Sisimiut (anciennement Holsteinborg en danois) est une ville située dans le centre-ouest du Groenland, sur la côte est du détroit de Davis, à environ 320 km au nord de la capitale, Nuuk. Sisimiut signifie en groenlandais « la colonie près des terriers de renard ». Lors de la fondation de la ville, les Danois lui donnèrent le nom d'Holsteinsborg. Sisimiut est le centre administratif de la commune de Qeqqata et la deuxième plus grande ville du Groenland, avec une population de 5 509 habitants en 2019. L'emplacement actuel de la ville a été habité durant les 4 500 dernières années. Les premiers habitants furent les peuples inuits de la culture de Saqqaq, de la culture de Dorset, puis de la culture de Thulé. Les descendants de ces derniers forment la majorité de la population actuelle. De nombreux artéfacts de cette époque ont été retrouvés dans cette région, qui était, par le passé, favorisée par sa faune abondante, en particulier les mammifères marins. La population des Groenlandais modernes à Sisimiut est un mélange d'Inuits et de Danois, ces derniers s'étant établis pour la première fois dans la région dans les années 1720, sous la direction du missionnaire danois Hans Egede.
Aujourd'hui, Sisimiut est le plus grand centre d'affaires au nord de la capitale, et est l'une des villes du Groenland qui connait la croissance démographique la plus rapide. La pêche est la principale activité économique de Sisimiut, bien que la ville dispose d'une industrie en développement. KNI et sa filiale Pilersuisoq, une chaine de magasins appartenant à l'État, ont leur base à Sisimiut. Plusieurs écoles professionnelles et générales sont basées à Sisimiut. Le nouveau centre culturel Taseralik est le deuxième centre culturel à être installé au Groenland, après le centre culturel Katuaq à Nuuk. La ville possède également un club omnisports, le Siumut Amerdlok Kunuk.
La ville a son propre réseau de bus, et il s'agit également du port le plus septentrional du Groenland à être libre de glace toute l'année, qui sert de départ pour les activités maritimes vers l'ouest et le nord-ouest du pays. La ville possède un aéroport qui est desservi par Air Greenland.

## Géographie

### Localisation
Sisimiut se trouve à 320 km au nord de Nuuk et à 75 km au nord du cercle polaire arctique, sur les rives orientales du détroit de Davis, perchée sur une série d'affleurements rocheux sur la pointe occidentale d'une large péninsule bordée au nord par le fiord Kangerluarsuk Tulleq et au sud par le fiord Amerloq.

#### Baie de Kangerluarsunnguaq
Immédiatement au nord de Sisimiut, une petite crique du détroit de Davis, la baie de Kangerluarsunnguaq (en danois : Ulkebugten), sépare la ville du massif Palasip Qaqqaa situé au nord, au pied duquel se trouve l'aéroport. Le massif, qui a une hauteur de 544 m, offre une vue vers toutes les directions. La majeure partie de la côte de la commune de Qeqqata est visible dans de bonnes conditions.
La baie, qui est protégée par une série d'ilots à l'ouest, est navigable dans son intégralité. Le port est situé sur la rive sud de la baie. La route de l'aéroport, longue de 4,1 km, passe par un pont qui traverse la baie. À mi-chemin entre la ville et l'aéroport, il y a une petite plage de sable noir. La plage, ainsi que les récifs au large de la côte, sont très populaires l'été.

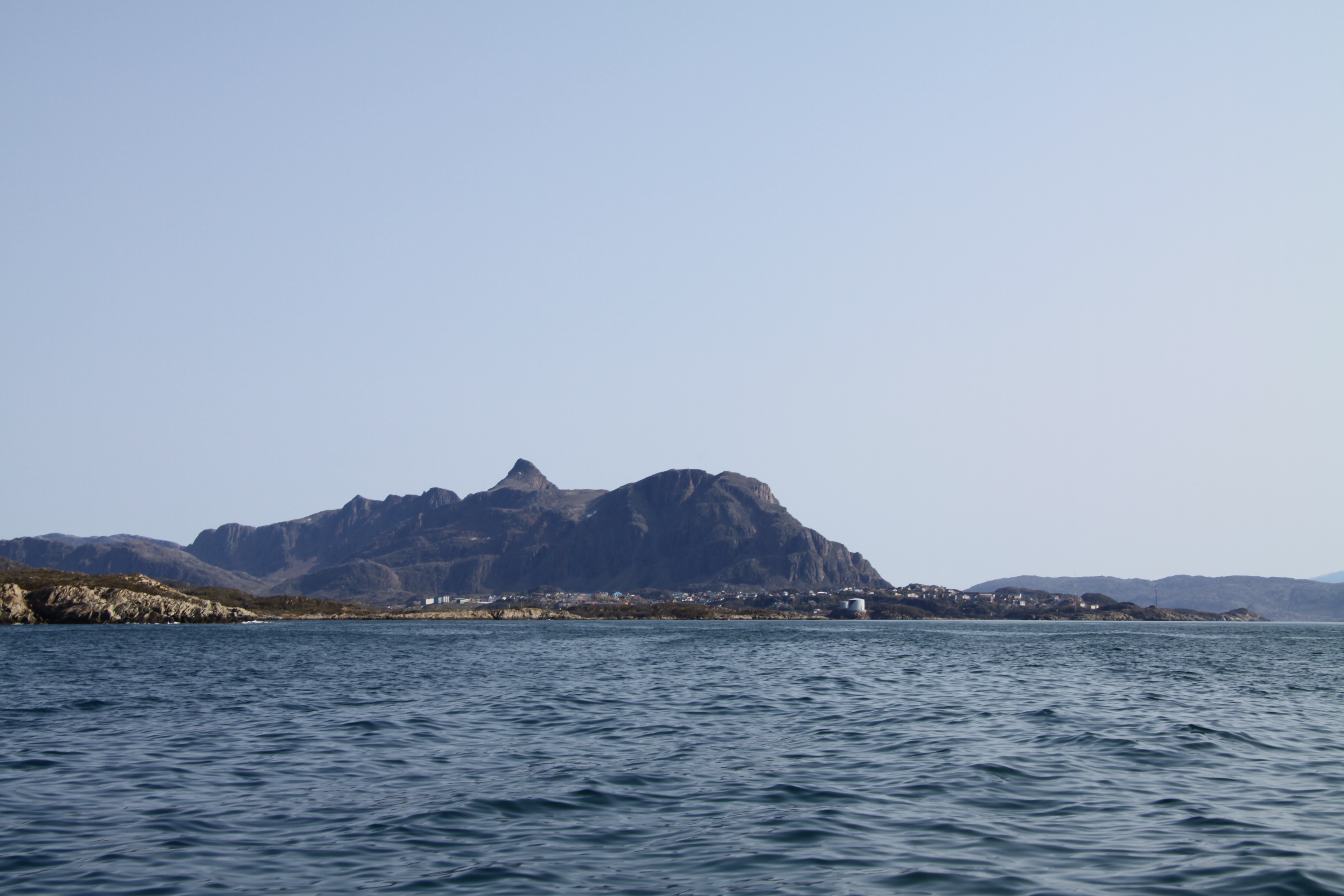
La baie de Kangerluarsunnguaq
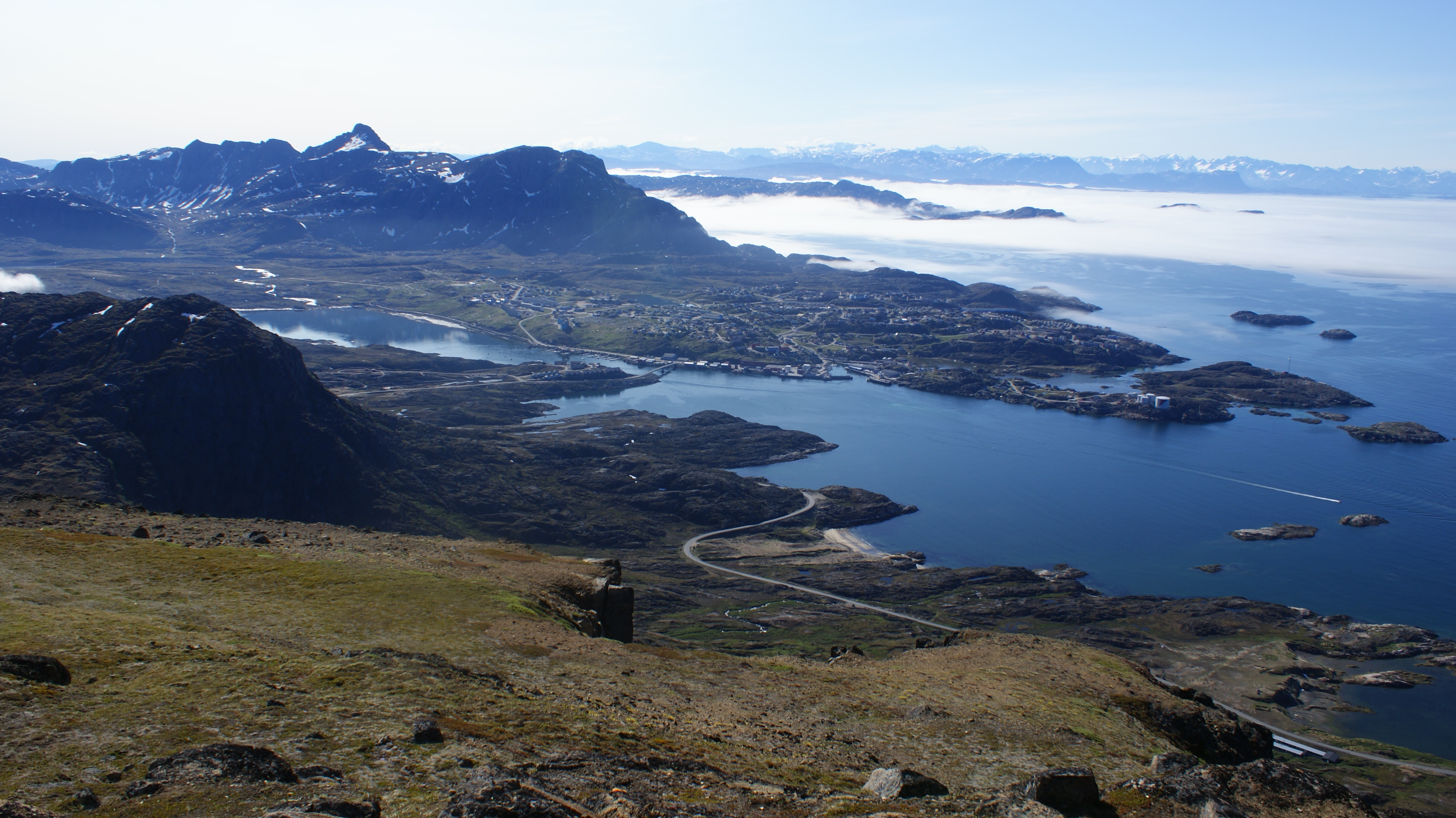
Sisimiut, la baie de Kangerluarsunnguaq, Nasaasaaq, et Amerloq vus depuis Palasip Qaqqaa
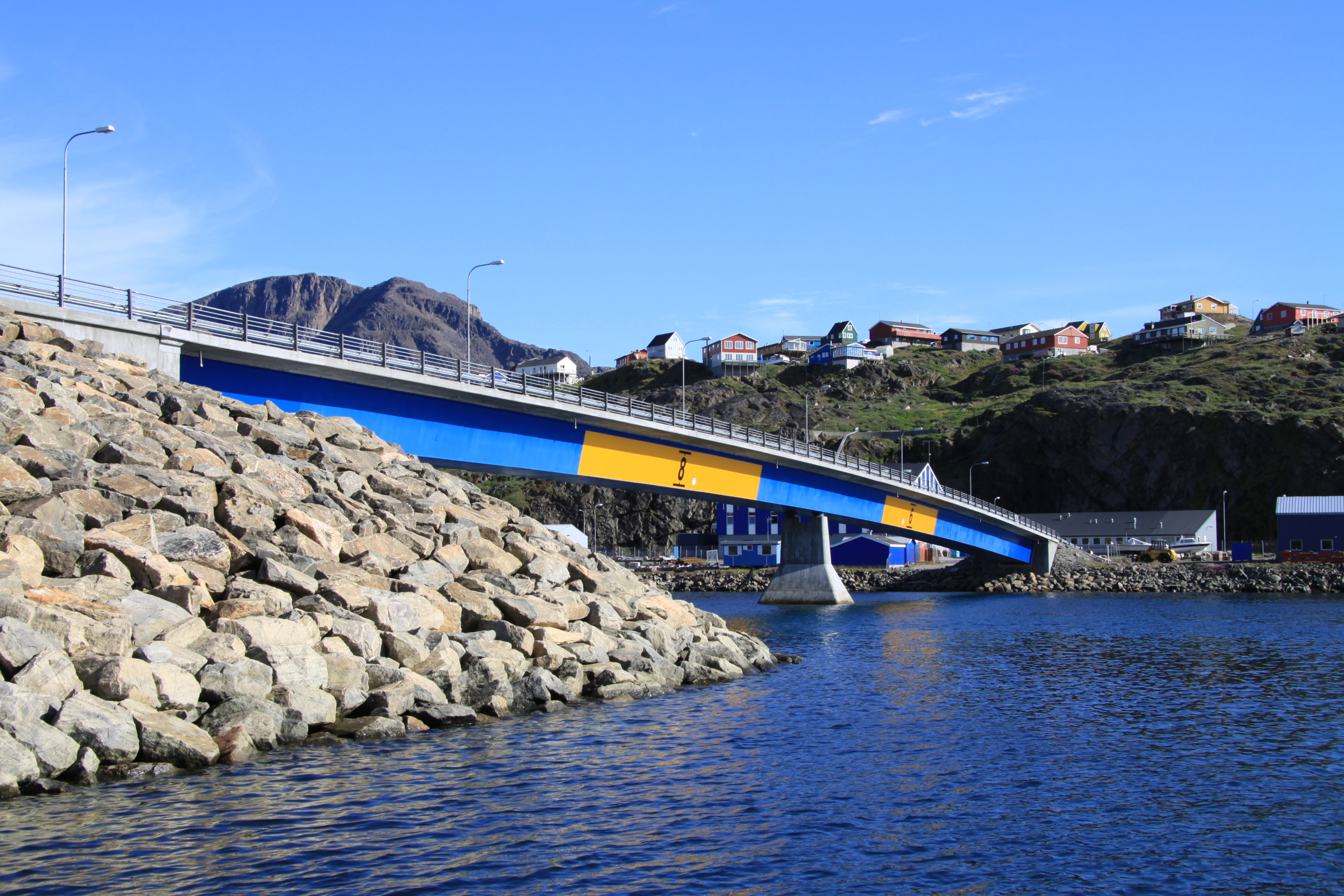
Le pont traversant la baie

#### Alanngorsuaq
À l'est, une large vallée s'étend à l'intérieur de la péninsule, bordée au nord par les massifs de Palasip Qaqqaa et Majoriaq, séparés par la vallée de Qerrortusup Majoriaa aux côtés de laquelle se trouve la route polaire entre Sisimiut et Kangerlussuaq. Selon les variantes, la route a une longueur comprise entre 150 km et 170 km.
Au milieu de la vallée se dresse le mont Alanngorsuaq (411 m), entouré de plusieurs lacs, dont l'un sert de réservoir d'eau pour la ville. Toute la zone de la vallée est une destination privilégiée pour les habitants de Sisimiut, grâce à un accès depuis le centre ville par une piste. Les réservoirs de la vallée fournissent, par un aqueduc, 882 000 m3 d'eau, sur un potentiel de 7 200 000 m3 par an.

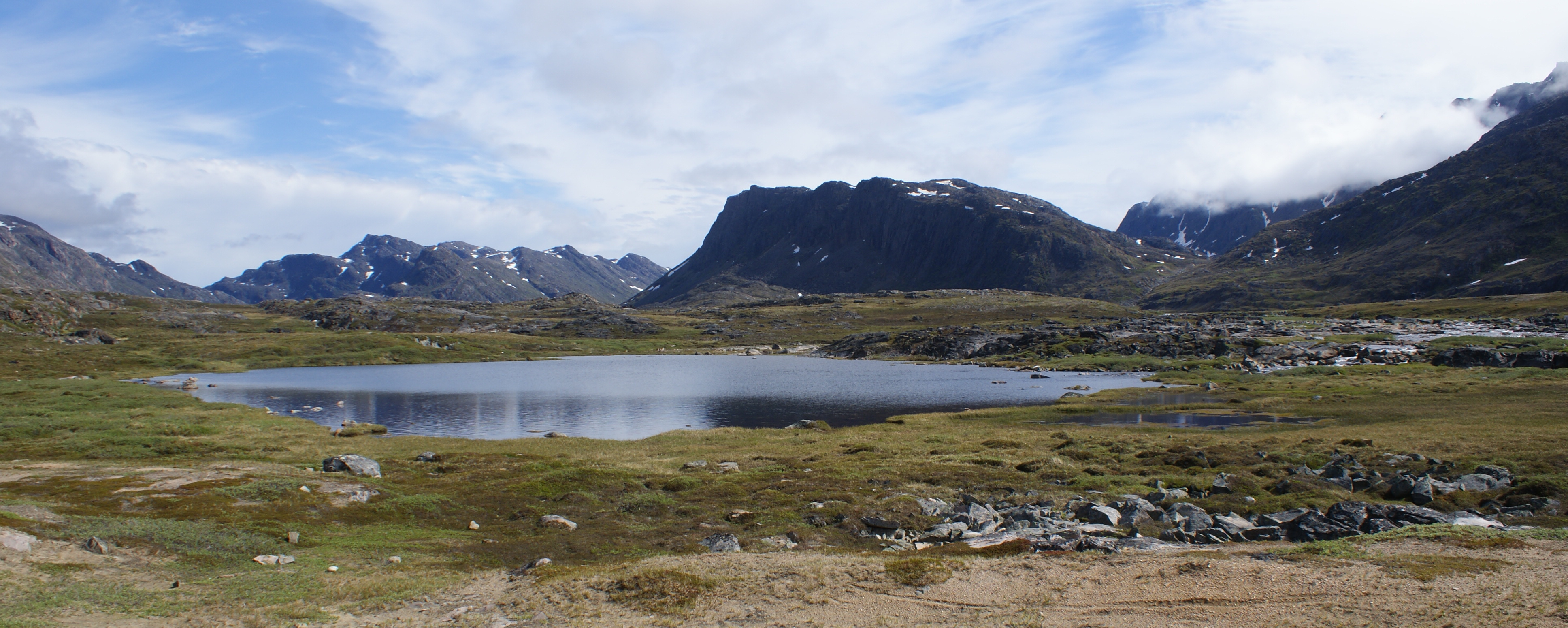
Le mont Alanngorsuaq entouré par les lacs
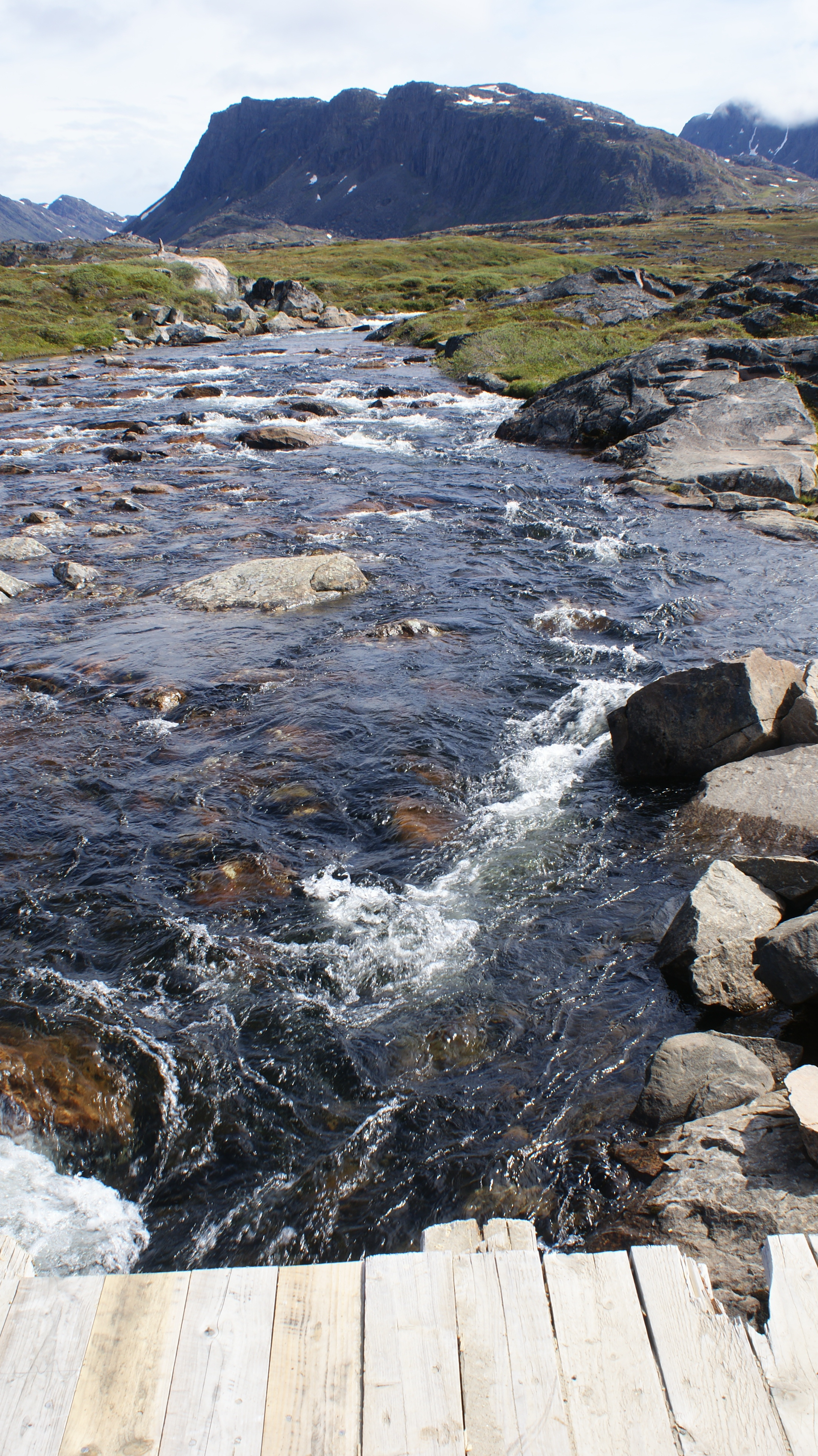
Le mont Alanngorsuaq

#### Nasaasaaq
Au sud-est, la vallée est bordée par un autre massif, le Nasaasaaq avec plusieurs sommets distincts, dont le plus élevé a une altitude de 784 m. Le sommet principal est le plus important, avec une hauteur supérieure au reste de la crête de 150 m. La crête se termine par une falaise haute de 611 m qui surplombe Sisimiut.

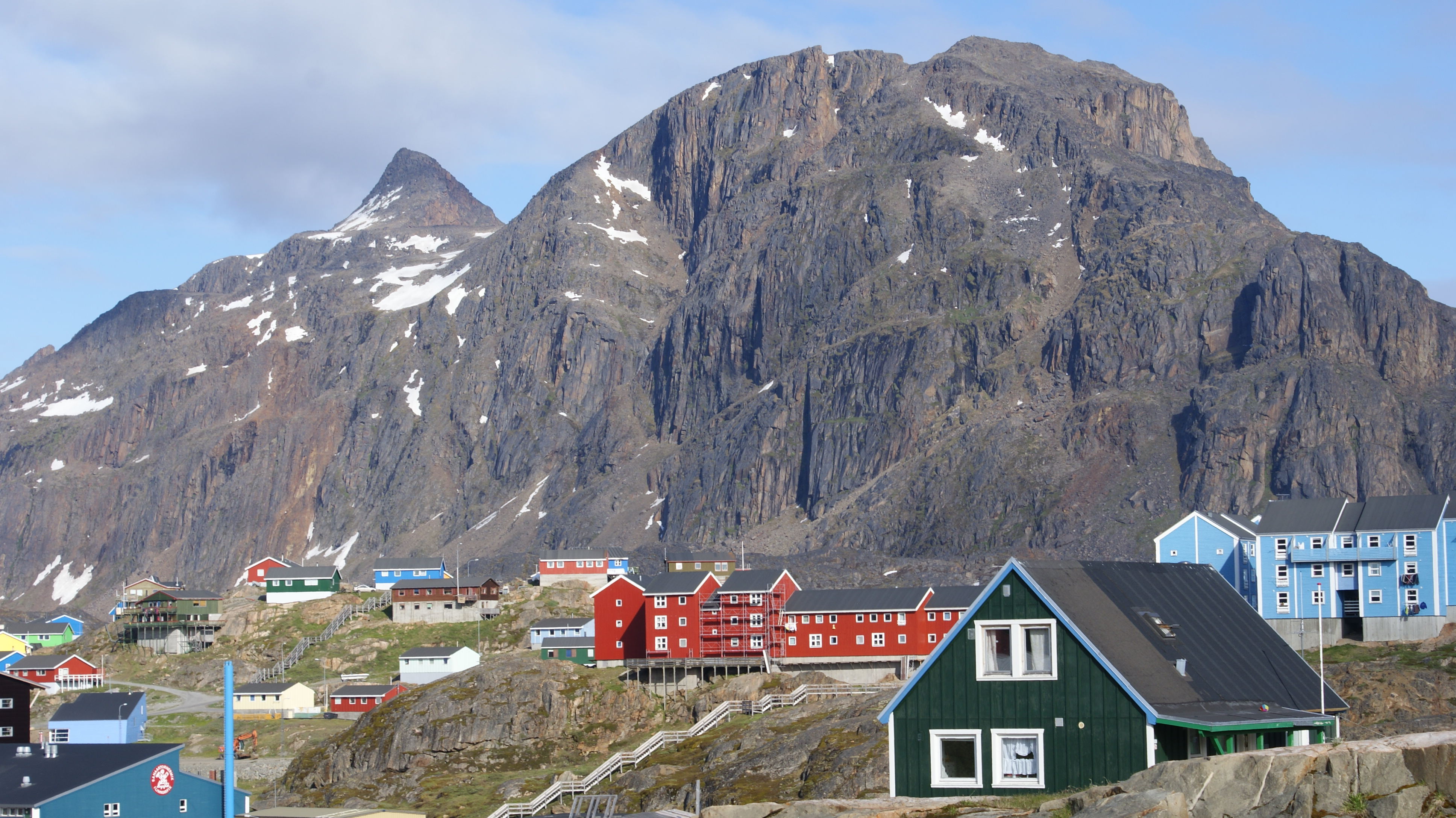
Le mont Nasaasaaq qui culmine à 784 mètres d'altitude
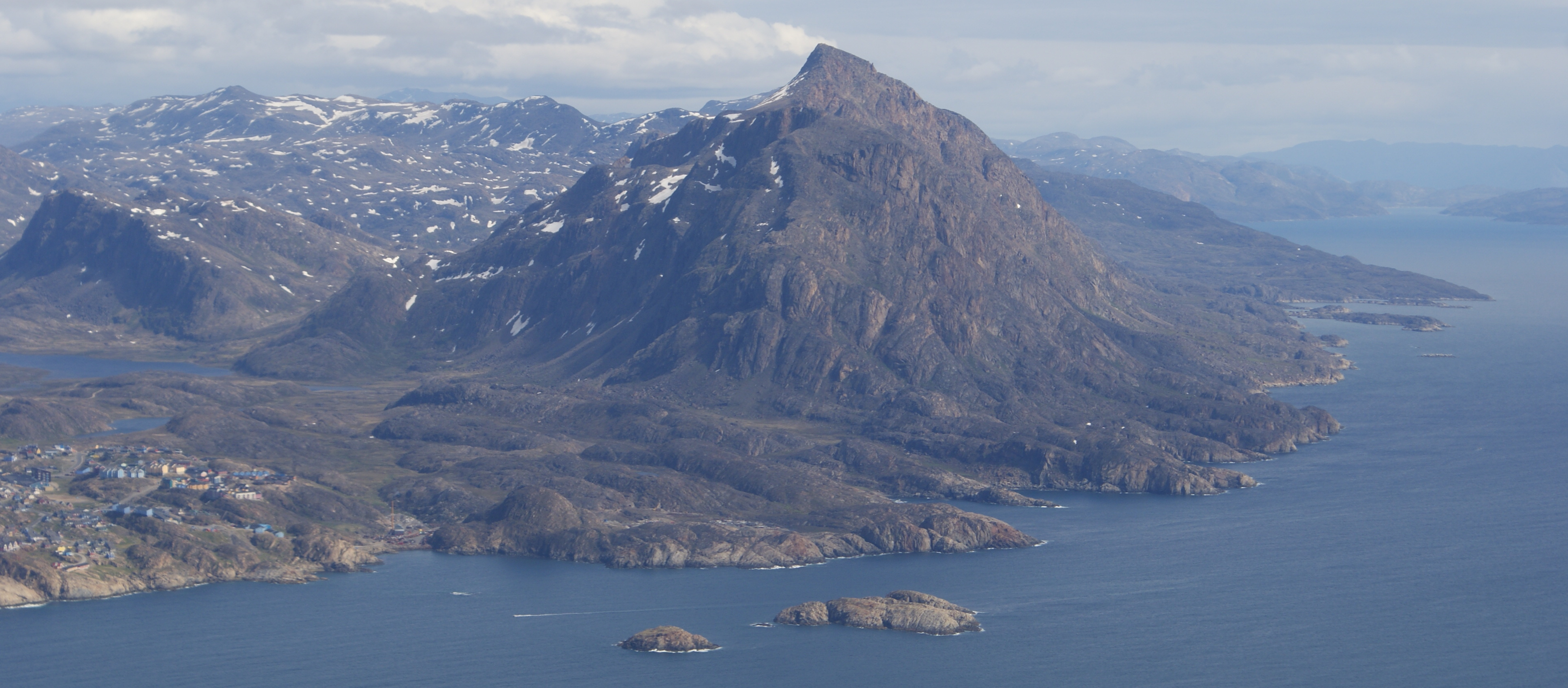
Le mont Nasaasaaq vu des airs

### Climat
Sisimiut se trouve dans une région de climat polaire, appartenant au groupe E de la classification de Köppen. Les mois les plus froids sont en moyenne ceux de février et mars tandis que les mois les plus chauds sont les mois de juillet et aout. Les précipitations sont très faibles à Sisimiut et se concentrent dans la seconde moitié de l'année, entre juillet et décembre. Les vents venant du détroit de Davis tempèrent le climat, et la région est aussi connue pour ses brouillards.

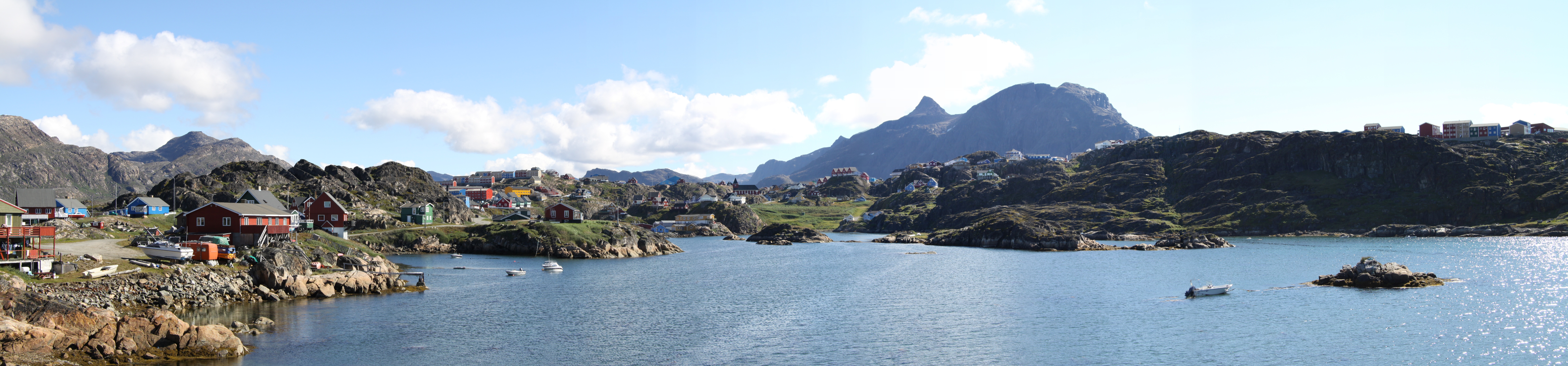
Panorama de Sisimiut.

| Mois                                | jan.  | fév.  | mars  | avril | mai  | juin | jui. | août | sep. | oct. | nov. | déc.  | année |
| ----------------------------------- | ----- | ----- | ----- | ----- | ---- | ---- | ---- | ---- | ---- | ---- | ---- | ----- | ----- |
| Température minimale moyenne (°C)   | −16,3 | −17,7 | −18   | −10,9 | −3,2 | 0,8  | 3,3  | 3,3  | 0,7  | −4,4 | −8,7 | −13,3 | −7,7  |
| Température moyenne (°C)            | −12,8 | −13,9 | −14   | −7,1  | −0,2 | 3,6  | 6,3  | 6,1  | 3,2  | −1,9 | −5,9 | −10,1 | −3,9  |
| Température maximale moyenne (°C)   | −9,4  | −10,2 | −10,1 | −3,6  | 2,9  | 6,8  | 9,8  | 9,3  | 5,8  | 0,7  | −3,2 | −6,9  | −2,2  |
| Ensoleillement (h)                  | 4     | 53    | 144   | 195   | 225  | 237  | 257  | 180  | 137  | 74   | 20   | 0     | 1 550 |
| Précipitations (mm)                 | 19    | 20    | 22    | 28    | 18   | 30   | 44   | 52   | 51   | 37   | 38   | 23    | 383   |
| Nombre de jours avec précipitations | 3     | 4     | 4     | 3     | 2    | 2    | 3    | 3    | 3    | 4    | 3    | 4     | 37    |

## Histoire

### Préhistoire

#### Culture de Saqqaq
On retrouve des traces d'habitation à Sisimiut et dans ses environs qui remontent à environ 4 500 années, avec les populations de la culture Saqqaq en provenance de l'Arctique canadien au cours de la première vague d'immigration, occupant de nombreux sites sur la côte ouest du Groenland. À cette époque, le littoral s'est élevé de plusieurs dizaines de mètres au-dessus de la ligne actuelle, diminuant progressivement dans le temps en raison du rebond post-glaciaire. Le peuple Saqqaq est resté dans l'ouest du Groenland pendant près de deux millénaires. Contrairement aux vagues suivantes de migrations dans le millénaire suivant leur disparition, le peuple Saqqaq a laissé derrière lui un nombre important d'objets, avec des découvertes archéologiques importantes sur la côte du détroit de Davis, la baie de Disko dans le nord à la côte de la mer du Labrador près de Nuuk au sud.
Des recherches archéologiques sur le site d'Asummiut près de l'aéroport ont permis de découvrir l'évolution des modes d'habitation, de la construction de logements unifamiliaux à la construction de petits villages composés de plusieurs familles. Les logements allaient de cercles de tentes faites de peaux de mammifères, à des foyers construits en pierre, sans aucun signe de vie commune dans des plus grandes structures. En revanche, il existe des preuves que la chasse au renne était un effort coordonné de plusieurs villageois ou de groupes d'individus, avec des lieux de rassemblement à proximité des terrains de chasse qui ont été trouvés. En dépit de progrès dans la recherche ADN sur des échantillons de cheveux des migrants Saqqaq, les raisons de la disparition de la culture ne sont pas encore connues.

#### Culture de Dorset
Après plusieurs centaines d'années d'habitation non-permanente, la deuxième vague de migration en provenance du Canada amène le peuple Dorset à l'ouest du Groenland. Les premiers immigrants, connus sous le nom Dorset I, sont arrivés vers 500 av. J.-C., et habitèrent la région pendant 700 ans. Le peuple Dorset I a été suivi plus tard par le peuple Dorset II, même si aucun artéfact de cette époque n'a été découvert autour de Sisimiut, et peu d'artéfacts de l'époque de Dorset I ont été trouvés, mis à part des harpons et de nombreux ossements d'animaux. Le plus grand nombre d'artéfacts de la culture Dorset se trouve plus au nord, dans la région de la baie de Disko, tandis que plus au sud, les découvertes sont plus rares, voire inexistantes sur la côte de la mer du Labrador, dans le sud-ouest du Groenland.

### Culture de Thulé

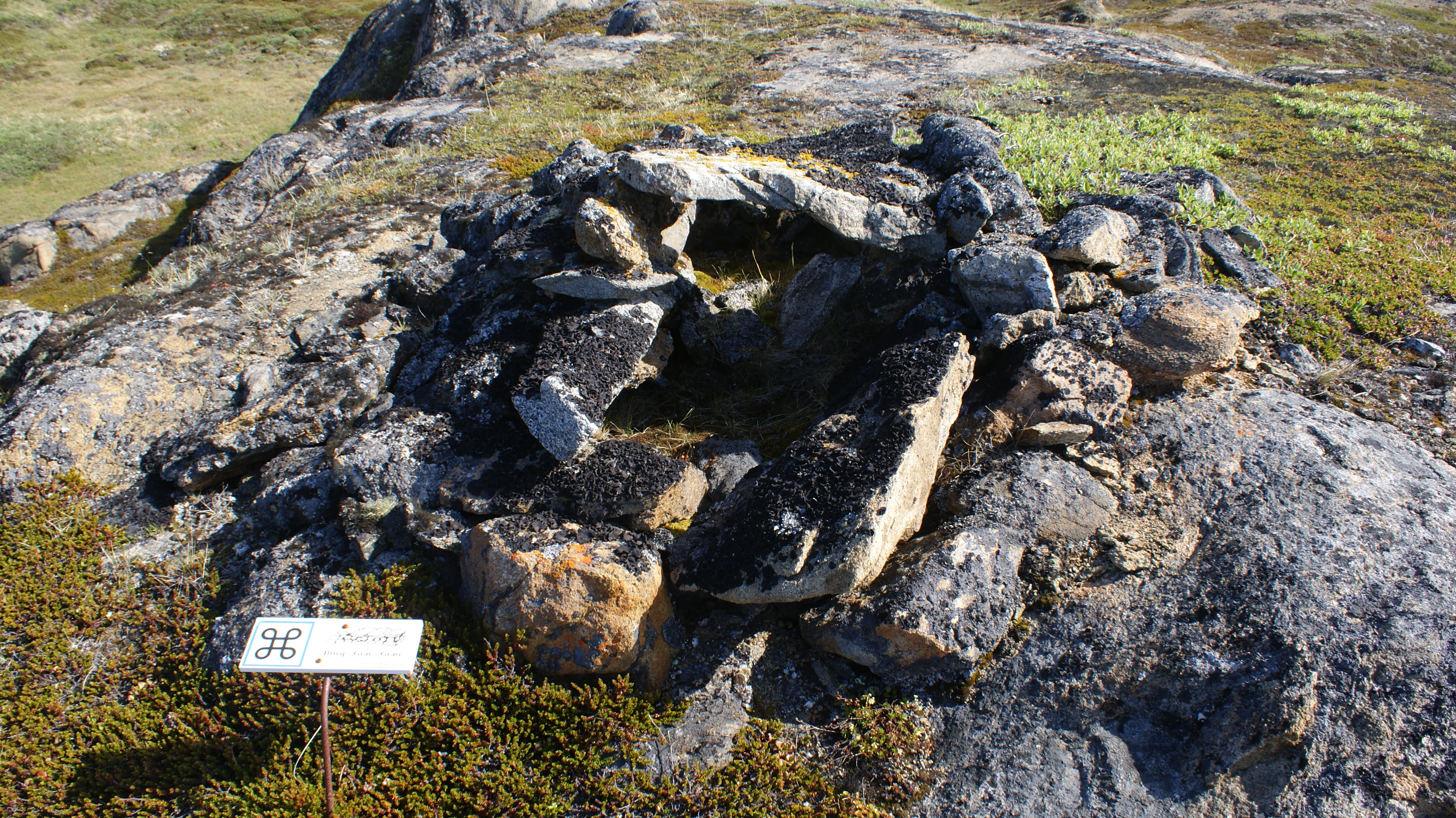
Iliveq, une tombe inuite thuléenne près de l'aéroport de Sisimiut (site d'Asummiut),.

Les descendants des Inuits de la culture de Thulé, arrivés il y a près d'un millier d'années, aux XIIe et XIIIe siècles, forment la majorité de la population actuelle. Les peuples de la culture de Thulé étaient technologiquement plus avancés que leurs prédécesseurs de la culture de Dorset, bien qu'ils se fondaient encore sur la chasse de subsistance, avec notamment la chasse de morses, de rennes, et d'otaries à fourrure, qui constituait la base de leur économie.
Le rivage était encore à une altitude supérieure à celle d'aujourd'hui, avec la vallée de Sisimiut et la baie de Kangerluarsunnguaq, en partie sous le niveau de la mer. De nombreux objets et des tombes datant de cette période demeurent éparpillés dans la région. Riche en faune, la région côtière de Sisimiut à Kangaamiut était particulièrement attrayante pour les migrants, et en raison du grand nombre d'objets historiques, le site est actuellement inscrit comme candidat au patrimoine mondial de l'Unesco, avec une demande déposée en 2003.

### Période coloniale

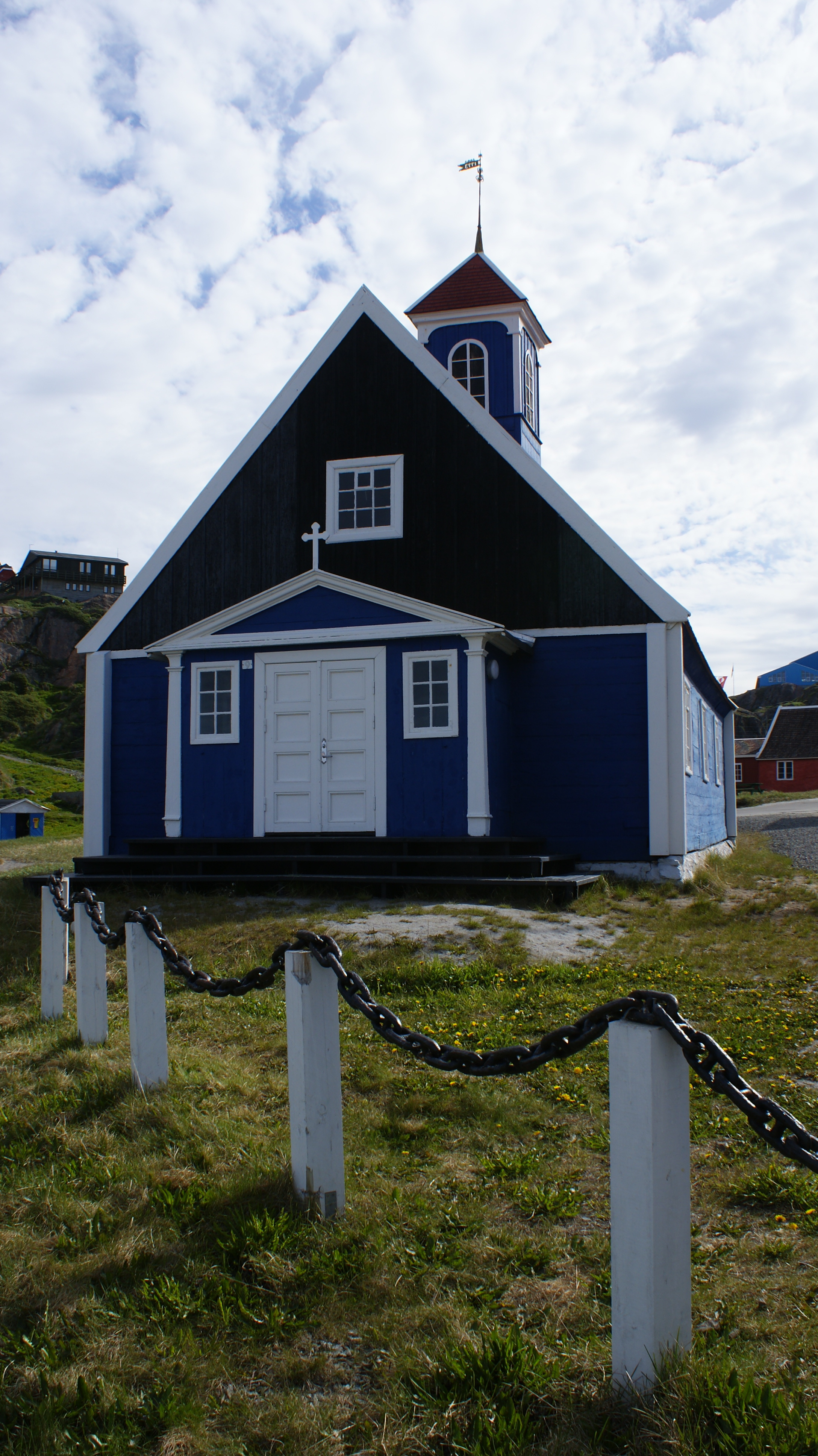
L'église de Bethel (1775).

Il n'y a pas de signes de colonisation scandinave dans la région où les baleiniers hollandais ne sont pas restés longtemps. Il faut attendre le début du XVIIIe siècle pour qu'une importante population de colons venus d'Europe arrive. Les premiers Européens à s'établir de Sisimiut sont danois, comme le missionnaire Hans Egede, arrivé en 1721, qui établi son église dans les environs. La première communauté à s'installer dans la région est une station baleinière, à Nipisat, à environ 30 kilomètres au nord de Sisimiut,. À l'occasion d'une expédition ayant eu le soutien de Johan Ludvig von Holstein, patron de l'université de Copenhague, la station est baptisée Holsteinsborg.
En 1764, la communauté est déplacée à l'emplacement actuel de la ville de Sisimiut. Les colons s'établissent dans plusieurs villages de la région, dont deux seulement existent encore à ce jour : Itilleq et Sarfannguit.
Plusieurs bâtiments du XVIIIe siècle sont aujourd'hui encore présents à Sisimiut, parmi eux Gammelhuset (« la vieille maison »), qui remonte à 1725, ainsi que l'église Bethel, la plus ancienne du Groenland, qui date de 1775. Les bâtiments ont été déplacés depuis l'ancien site de colonisation à Ukiivik vers le reste de la colonie à Sisimiut. La nouvelle église est construite en 1926, puis agrandie en 1984. En 1801, une épidémie de variole décime la population de Sisimiut et des villages alentour.

### Vingtième siècle à aujourd'hui

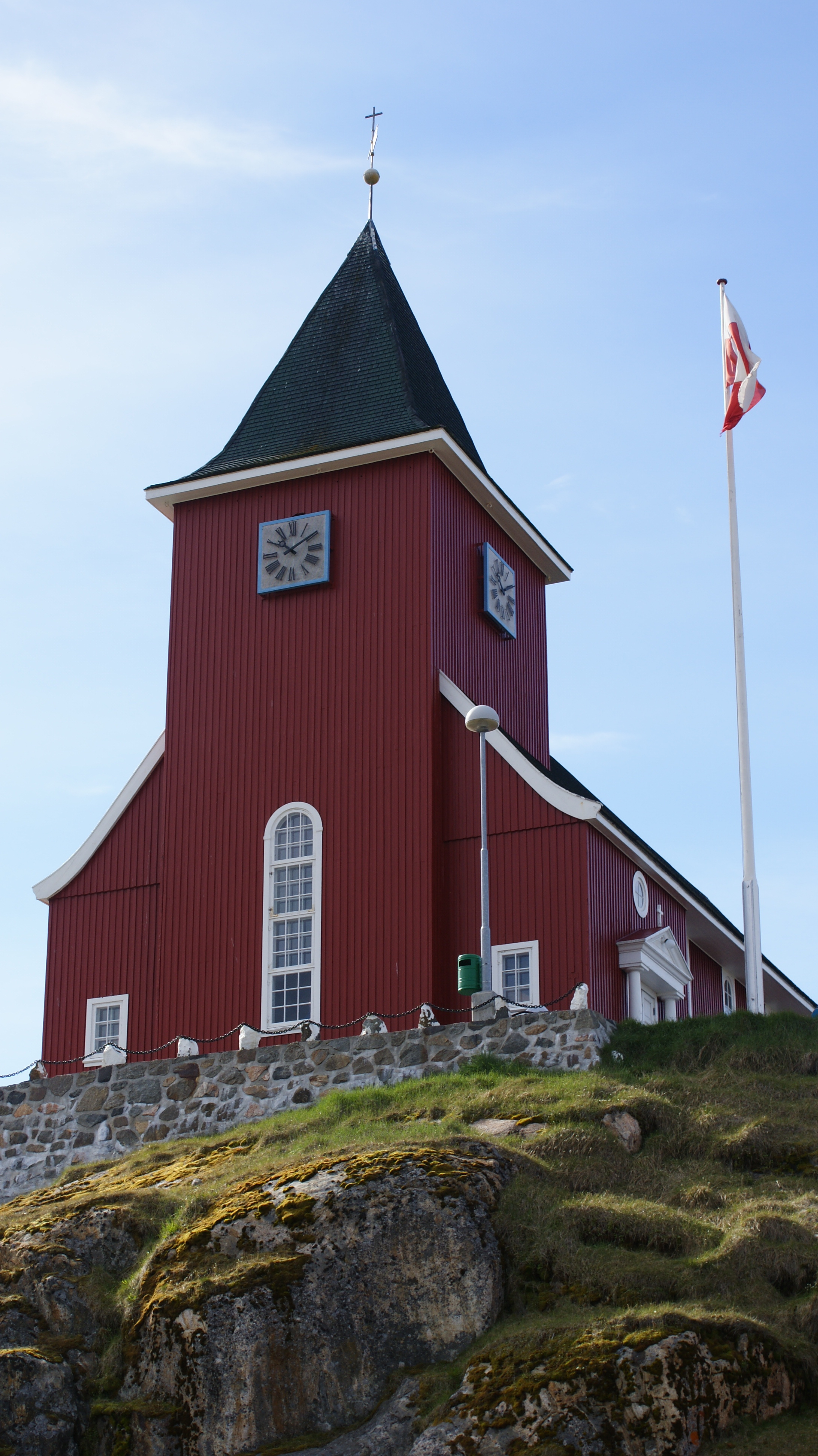
La nouvelle église (1926).

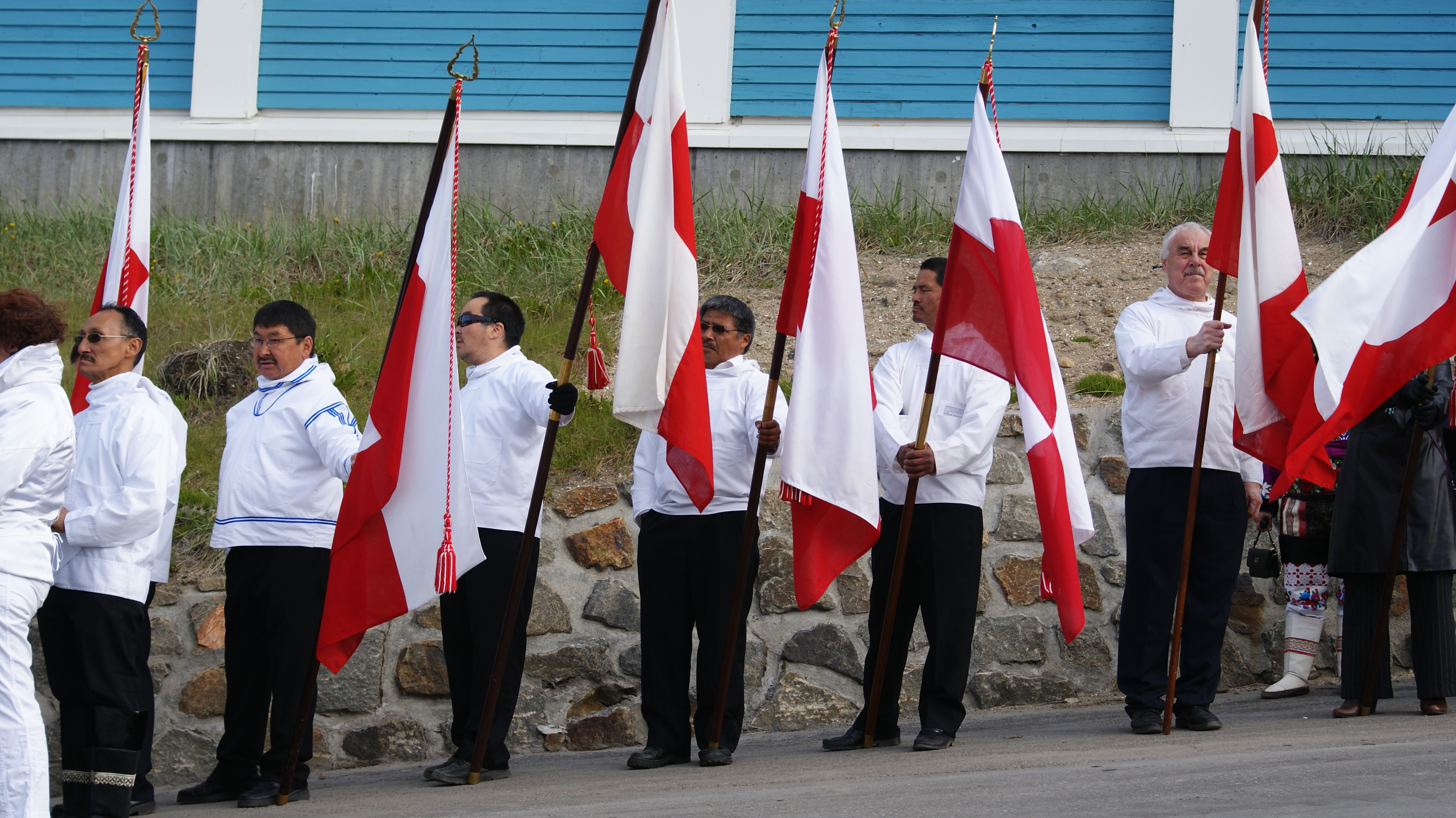
Célébrations du trentième anniversaire de l'autonomie du Groenland en 2009.

Le XXe siècle voit l'industrialisation progressive de la ville, à travers la construction d'un port et d'une usine de conditionnement du poisson par Royal Greenland en 1924, la première de ce type au Groenland. La pêche reste la principale activité de la ville, qui est le premier port de pêche de crevettes ainsi que le premier centre de conditionnement de la crevette.
Jusqu'en 2008, Sisimiut était une commune à part entière, avant d'être incorporée dans la nouvelle commune de Qeqqata en 2009, Sisimiut conservant son statut de centre administratif de la nouvelle entité, composée également des anciennes communes de Maniitsoq et Kangerlussuaq.

## Économie

### Industrie et services
La pêche est la principale industrie de Sisimiut, principalement de la crevette, du saumon, du flétan et de la morue. L'usine de conditionnement de la Royal Greenland est la plus grande du Groenland et une des plus modernes au monde. En 2008, l'usine a traité 20 180 tonnes de crevettes, soit environ 1 680 tonnes par mois. La chasse est également importante pour certaines communautés et concerne principalement le phoque, le morse, le béluga, le narval, le renne et le bœuf musqué.
KNI et sa filiale Pilersuisoq, des chaines de supermarchés appartenant à l'État, sont basées à Sisimiut. La chaine Pilersuisoq fonctionne dans toutes les petites communautés du pays, ainsi que dans tous les villages qui ne sont pas couverts par des chaines de supermarchés. La société Polaroil, une société de distribution de carburant qui a son siège à Sisimiut,, emploie 70 personnes et exploite 70 stations au Groenland. Le siège avait été transféré de Maniitsoq à Sisimiut dans les années 2000. Les autres installations comprennent deux banques, une bibliothèque, un bureau de poste et un petit hôpital qui comprend 19 lits.

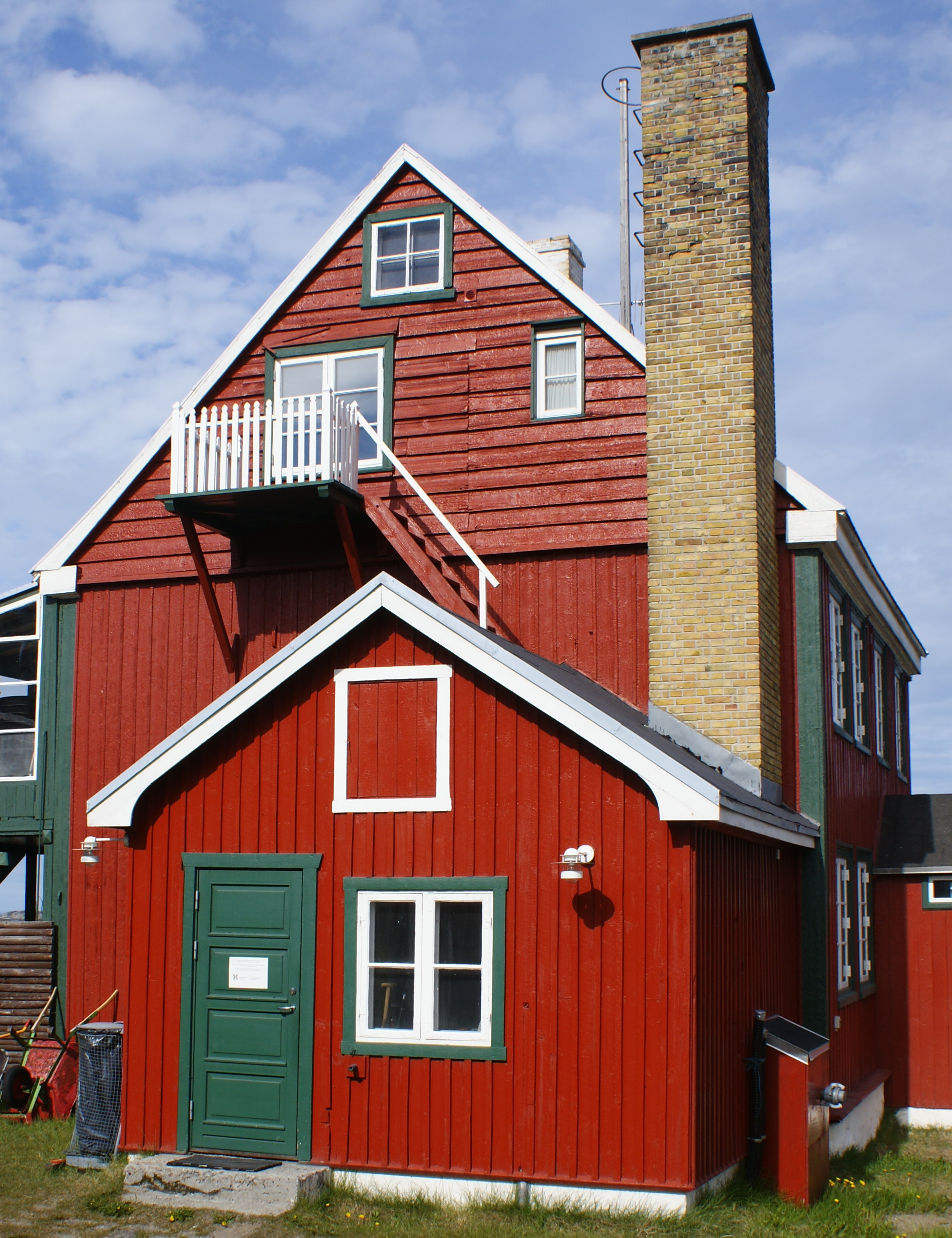
L'ancienne maison du responsable coloniale qui fait désormais partie du musée du Sisimiut.

Il existe des plans pour la construction d'une usine d'aluminium Alcoa. L'usine créerait des emplois pour 600 à 700 personnes, soit plus de 10 % de la population. Comme il s'agit d'une décision vitale pour la ville, des consultations publiques ont été réalisées en 2008-2010,, à la fois par les autorités de la ville et le gouvernement du Groenland, afin de résoudre les éventuels problèmes environnementaux et sociaux,. Une centrale hydroélectrique est en cours de construction au nord de la ville. L'usine aura deux turbines à et fournira 15 mégawatts d'électricité. En attendant, l'électricité est produite par une centrale thermique (8,2 mégawatts). L'électricité produite par la nouvelle centrale sera transférée vers Sisimiut par une ligne à haute tension longue de 27,4 km.
Bien que les précipitations soient faibles, Sisimiut a d'abondantes réserves naturelles d'eau douce disponibles, recueillies à partir d'un réservoir sous l'Alanngorsuaq. L'eau est également pompée grâce à un réseau d'aqueducs à partir d'un autre lac à environ 2,5 kilomètres dans les montagnes. Les conduites d'eau sont isolées et mises hors-gel électriquement afin de fournir les habitants pendant les mois d'hiver.

### Tourisme
Les installations touristiques à Sisimiut comprennent des auberges de jeunesse, plusieurs hôtels ainsi qu'un centre de conférence,. La ville dispose d'une piscine chauffée en plein air, qui est posée sur pilotis afin que la chaleur ne fasse pas fondre le pergélisol. Plusieurs sites de camping sont situés dans la vallée de Sisimiut près de la baie de Kangerluarsunnguaq. Pendant l'hiver, un téléski fonctionne au pied du mont Alanngorsuaq, à la base du versant nord du Nasaasaaq.
Le tourisme est de plus en plus important, avec plusieurs entreprises spécialisées dans la ville. Toute l'année, les activités offertes comprennent des promenades en traineau à chiens, de l'héliski, des randonnées, de l'escalade, du kayak et de la navigation. L'Arctic Circle Race s'y déroule chaque hiver depuis 1998. D'une longueur de 160 kilomètres, elle relie Sisimiut à Kangerlussuaq et elle est depuis devenue une compétition internationale.

## Population et société

### Démographie
Avec 5 582 habitants en 2020, Sisimiut est une des villes du Groenland qui connait la plus grande croissance démographique. Mise à part Kangerlussuaq, il s'agit de la seule ville de la commune de Qeqqata qui affiche une croissance démographique stable ces vingt dernières années.
| 1990  | 1991  | 1992  | 1993  | 1994  | 1995  | 1996  | 1997  | 1998  | 1999  | 2000  | 2001  |
| ----- | ----- | ----- | ----- | ----- | ----- | ----- | ----- | ----- | ----- | ----- | ----- |
| 4 871 | 4 957 | 5 004 | 4 881 | 4 839 | 4 979 | 5 117 | 5 116 | 5 195 | 5 149 | 5 126 | 5 166 |
| 2002  | 2003  | 2004  | 2005  | 2006  | 2007  | 2008  | 2009  | 2010  | 2011  | 2012  | 2013  |
| 5 222 | 5 263 | 5 247 | 5 350 | 5 399 | 5 344 | 5 397 | 5 497 | 5 460 | 5 498 | 5 571 | 5 598 |
| 2014  | 2015  | 2016  | 2017  | 2018  | 2019  | 2020  |       |       |       |       |       |
| 5 524 | 5 572 | 5 539 | 5 414 | 5 491 | 5 509 | 5 582 |       |       |       |       |       |

#### Logement

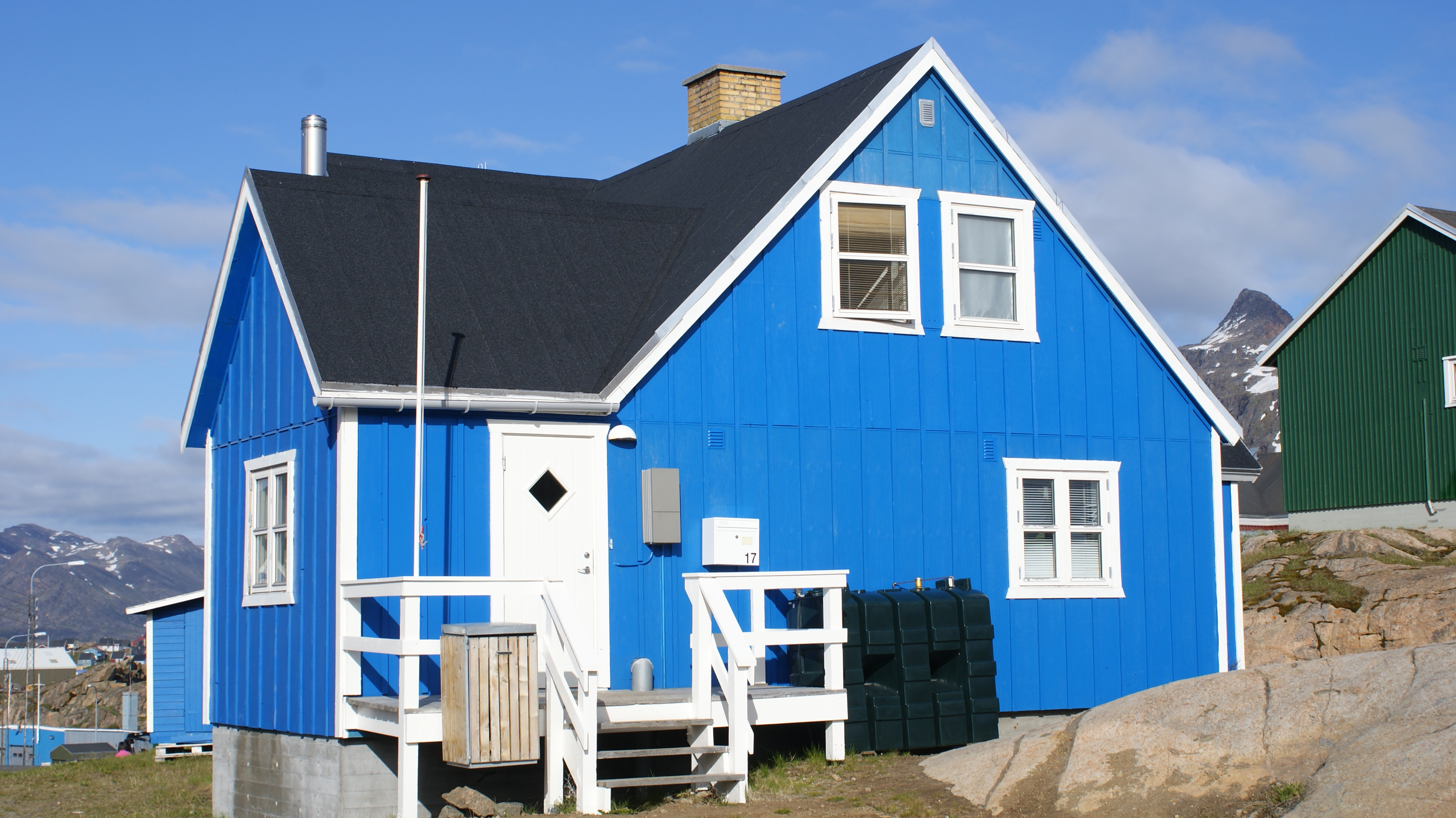
Les différents types de logement à Sisimiut : une maison préfabriquée

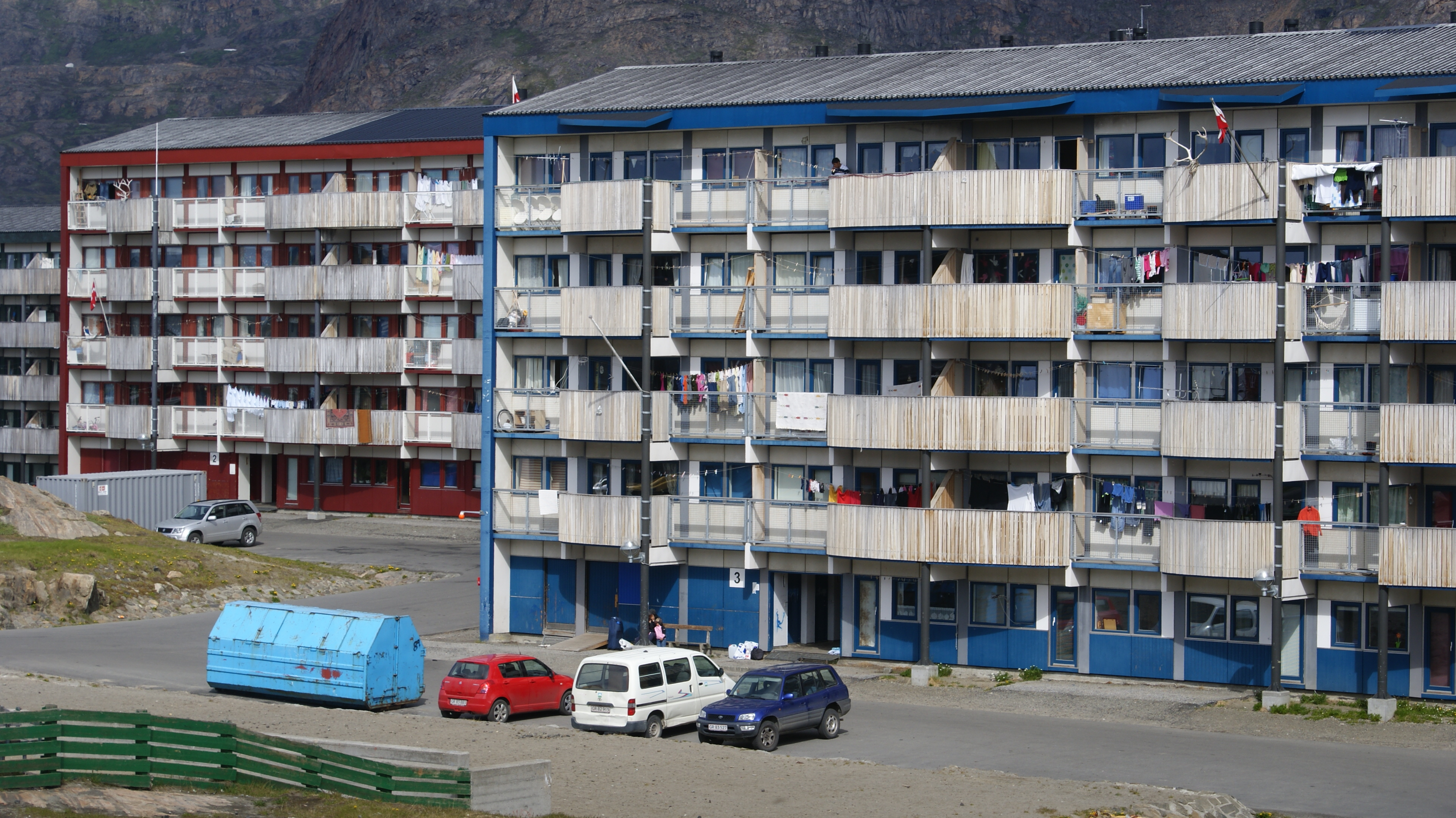
Les différents types de logement à Sisimiut : des appartements datant des années 1960.

La plupart des familles à Sisimiut vivent dans des maisons traditionnelles en bois qui sont le plus souvent préfabriquées au Danemark, et qui sont posées sur des fondations en béton à cause du pergélisol. Dans les années 1960, les autorités danoises ont commencé à construire des immeubles communaux dans la plupart des villes du Groenland, y compris à Sisimiut.
Contrairement à Nuuk, les technologies modernes de construction qui sont respectueuses de l'environnement ne sont pas encore arrivées à Sisimiut, et certains quartiers sont dans un état de délabrement partiel. La commune de Qeqqata a cependant prévu une extension de la ville, en réservant la région au nord de la baie Kangerluarsunnguaq pour des projets immobiliers. Le nouveau quartier portera le nom de Akia.

### Enseignement

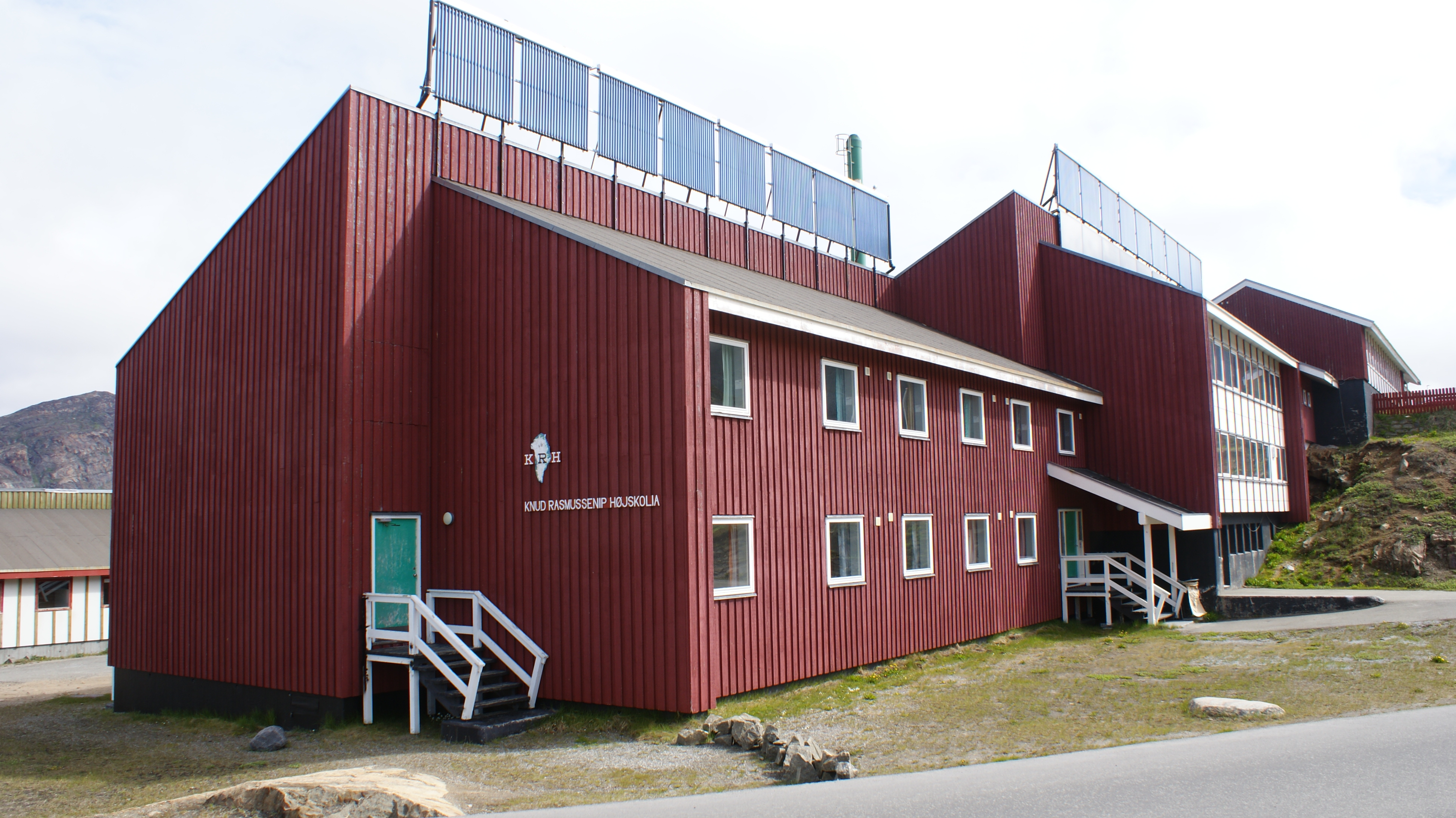
Knud Rasmussenip Højskolia

L'enseignement secondaire est assuré par le Knud Rasmussenip Højskolia, fondé en 1962, il est situé à la périphérie orientale de la ville, à l'ouest du l'ancien site de l'héliport. Outre le programme traditionnel, il offre des cours spécialisés dans l'histoire du Groenland et de sa culture. Les arts traditionnels y sont aussi enseignés. Au cours de l'été, le bâtiment de l'école est utilisé comme auberge de jeunesse.
Les autres centres d'enseignement à Sisimiut sont : le Sanaartornermik Ilinniarfik, qui est une école d'ingénieurs avec une capacité de 200 étudiants, le Centre de technologie de l'Arctique (Piareersarfik), qui est un établissement de formation professionnelle pour les professionnels de l'industrie et des services, et l'Oqaatsinik Pikkorissarfik, qui est une école de langues étrangères,.

## Transport

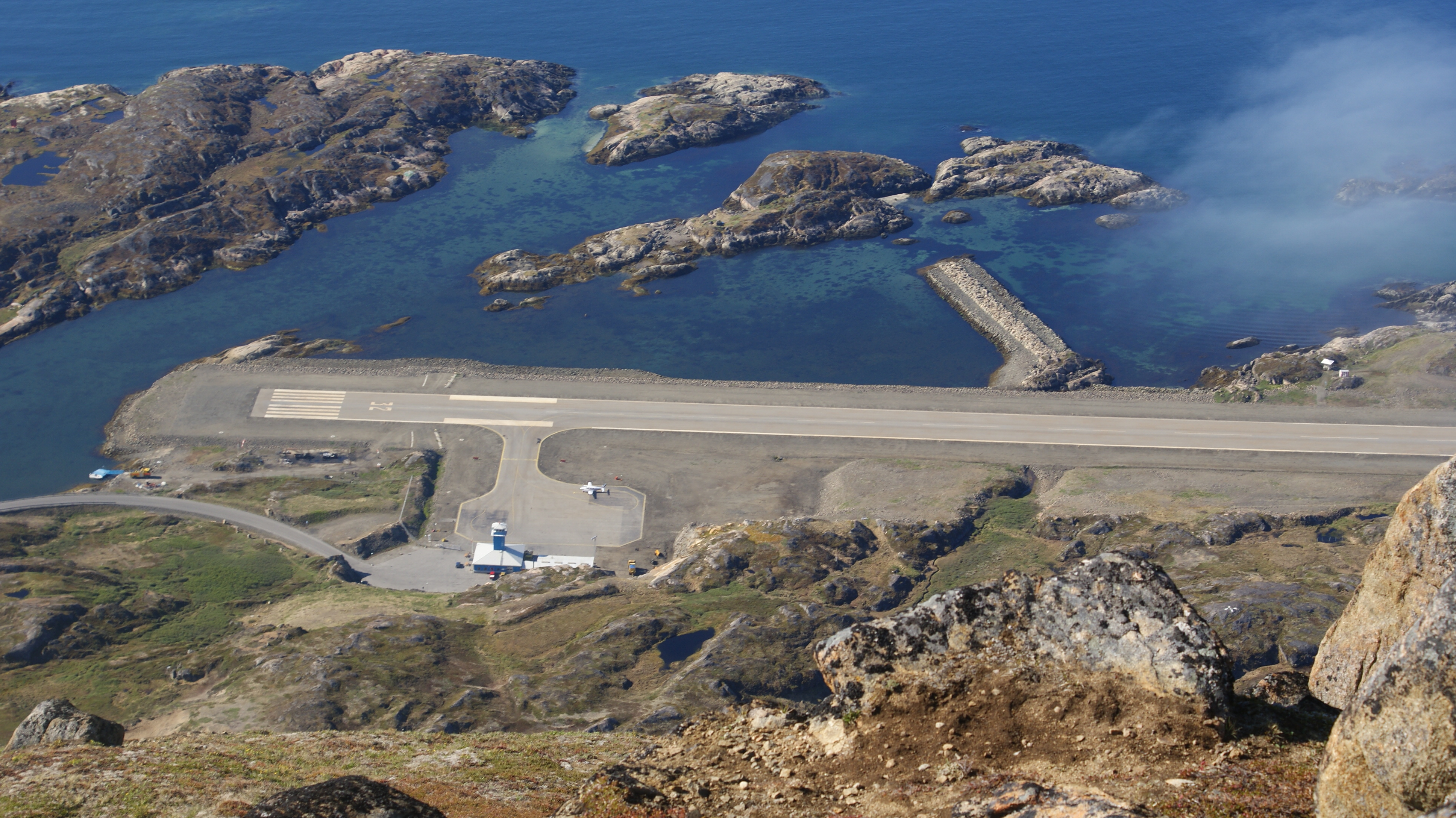
L'aéroport de Sisimiut

### Transport aérien
L'aéroport de Sisimiut est situé à quatre kilomètres au nord-ouest de la ville, à l'embouchure de la baie de Kangerluarsunnguaq. Avant l'ouverture de l'aéroport dans les années 1990, Sisimiut été desservie par un héliport situé à la périphérie de la ville, dans la vallée de Sisimiutqui, qui est maintenant fermé. L'aéroport a une piste atterrissage courte (799 mètres) qui ne convient que pour les ADAC. Air Greenland exploite des lignes régulières vers les villes de Nuuk, Maniitsoq, Kangerlussuaq, Aasiaat et Ilulissat.

### Port

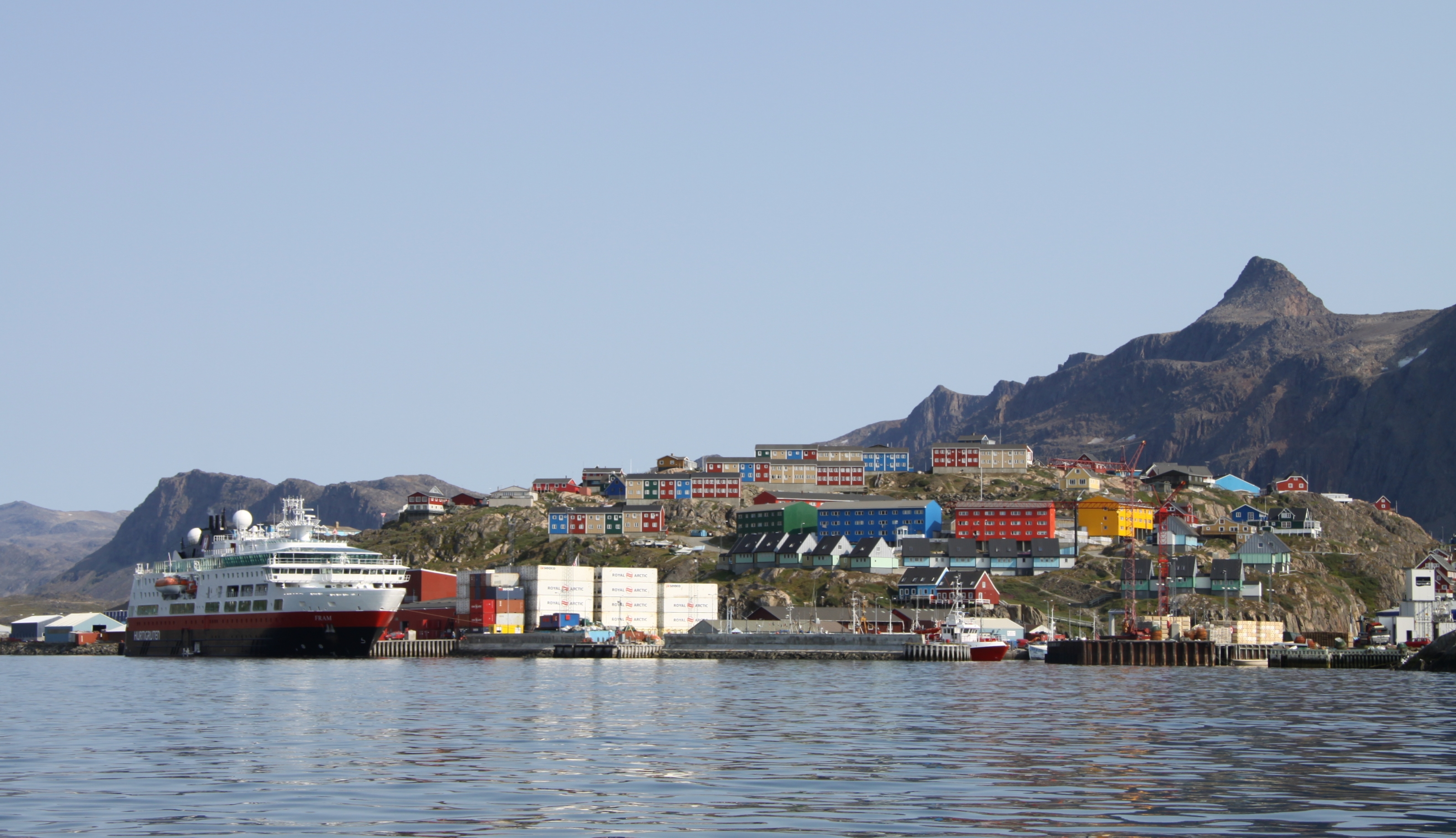
Port de Sisimiut

Pendant la plupart de l'année, Sisimiut est reliée deux fois par semaine par des ferrys côtiers de l'Arctic Umiaq Line qui relient les communautés de la côte ouest du Groenland. Il existe aussi une liaison hebdomadaire effectuée par la Royal Arctic Line pour les villes d'Itilleq et de Sarfannguit. Le port de Sisimiut est le port le plus septentrional du Groenland à être libre de glace toute l'année, ce qui lui donne le statut de première base maritime au nord de Nuuk. Les navires de ravitaillement partent depuis Sisimiut vers le nord pour desservir toute la côte, de la région des fiords d'Uummannaq, à travers l'archipel d'Upernavik, jusqu'à Qaanaaq dans le Grand Nord. Le M/S Akamalik, un des plus gros navires de la flotte de la Royal Greenland, est basé à Sisimiut. Le plus vieux chantier naval du Groenland, établi en 1931, est situé à Sisimiut. Le port accueille également plus de 50 paquebots de croisière par an.

### Transport routier
Les routes à Sisimiut, y compris la route de l'aéroport, sont goudronnées, mais aucune route ne relie Sisimiut à une autre commune. Depuis le début des années 2000, il est question de construire une route pour relier Sisimiut à Kangerlussuaq sur une distance de 170 kilomètres. Cette route serait la première du genre au Groenland, puisqu'elle relierait deux communes par voie terrestre, et cela permettrait de relier la ville à l'aéroport de Kangerlussuaq, qui est la plateforme de correspondances internationales d'Air Greenland. La ville possède son propre réseau de bus. L'hiver, les chiens de traineau sont un moyen de transport essentiel pour les communautés situées plus au nord.
Malgré l'absence de routes entre les communes, les habitants de Sisimiut (comme des autres grandes villes) utilisent massivement leurs véhicules en ville quitte à effectuer de très courts trajets un grand nombre de fois.

## Culture et patrimoine

### Musée de Sisimiut

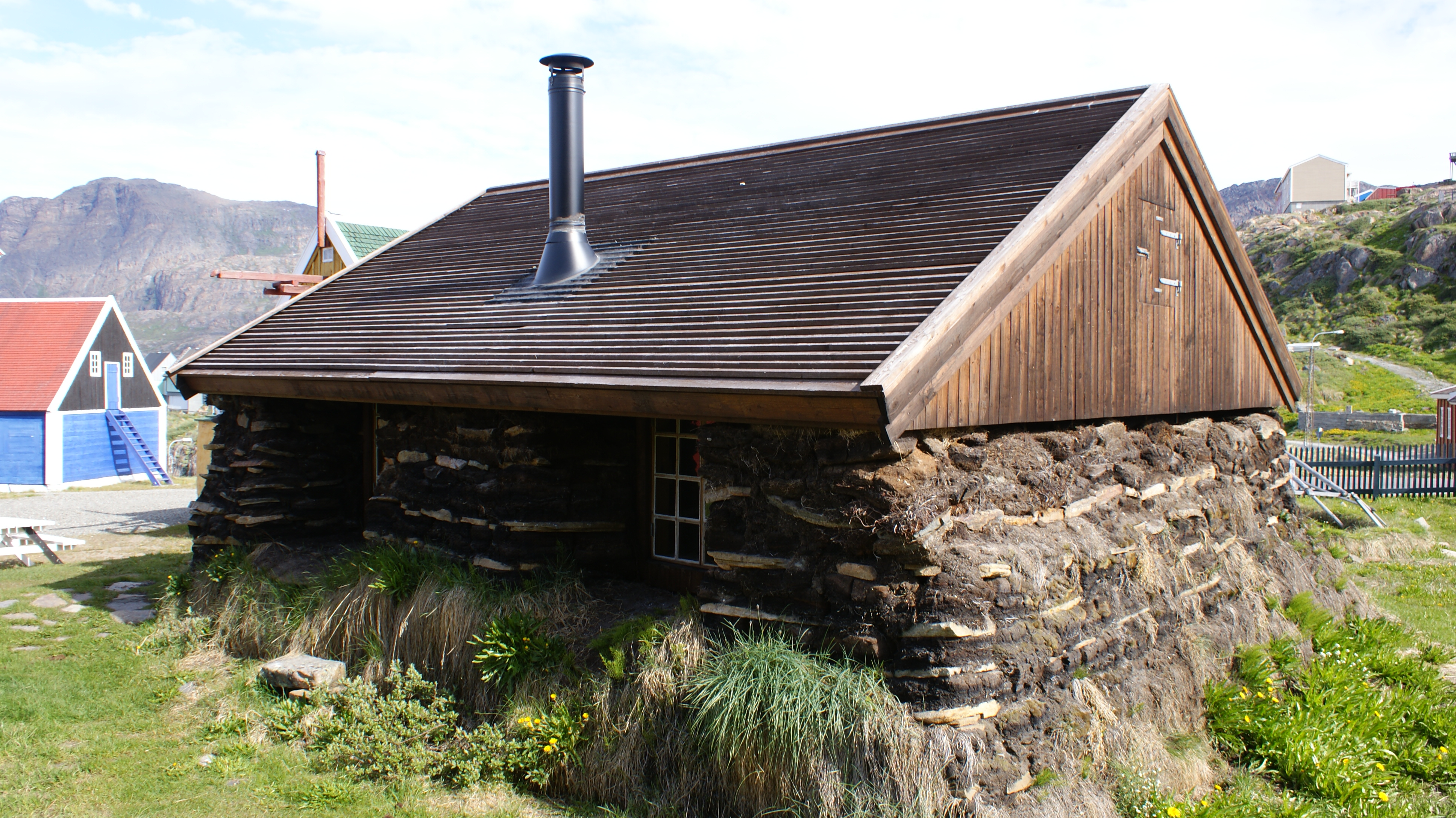
Une maison traditionnelle en tourbe reconstruite au musée de Sisimiut.

Situé dans un bâtiment historique proche du port, le musée de Sisimiut se spécialise dans le commerce, l'industrie et les expéditions maritimes groenlandaises, avec des objets issus de dix années de recherches de fouilles archéologiques de l'ancienne culture Saqqaq près de la ville, offrant un aperçu de la culture de la région il y a 4 000 ans,,,.
Le musée abrite également une collection d'outils et d'articles domestiques recueillis au début du XXe siècle, un inventaire de l'ancienne église avec le retable original datant de l'année 1650, et des peintures des années 1790. Il y a également une exposition en plein air avec la reconstitution d'une maison en tourbe groenlandaise datant du début du XXe siècle avec du mobilier domestique. L'exposition comprend aussi les restes d'un kayak du XVIIIe siècle et la collection Poul Madsen, qui comprend de l'artisanat, de l'art, des articles domestiques ainsi que des objets ethnographiques compilés pendant plus de cinquante ans. L'exposition de pierres groenlandaises est abritée dans le bâtiment Bygge og Anlægsskolen.

### Patrimoine artistique
Le centre culturel Taseralik (en groenlandais : Taseralik Kulturikkut) est situé dans la partie orientale de Sisimiut, sur la rive du lac Nalunnguarfik. Le centre accueille souvent des troupes de théâtre,, ainsi que des concerts allant de la musique classique à la musique folk. La journée de la culture de Sisimiut est célébrée le 21 novembre au centre culturel. De l'artisanat groenlandais est confectionné dans un atelier situé dans un ancien entrepôt sur le vieux port, et les pièces sont vendues dans plusieurs petites boutiques le long de la rue principale. Des pierres groenlandaises et des produits dérivés de peaux de phoques sont également produits dans les ateliers Natseq et Panigiit.

## Jumelages
La ville de Sisimiut est jumelée avec :
- Albertslund (Danemark)[68] ;
- Klaksvík (Îles Féroé).

Un partenariat a également été établi avec :
- Whitstable (Royaume-Uni)[69].

## Galerie

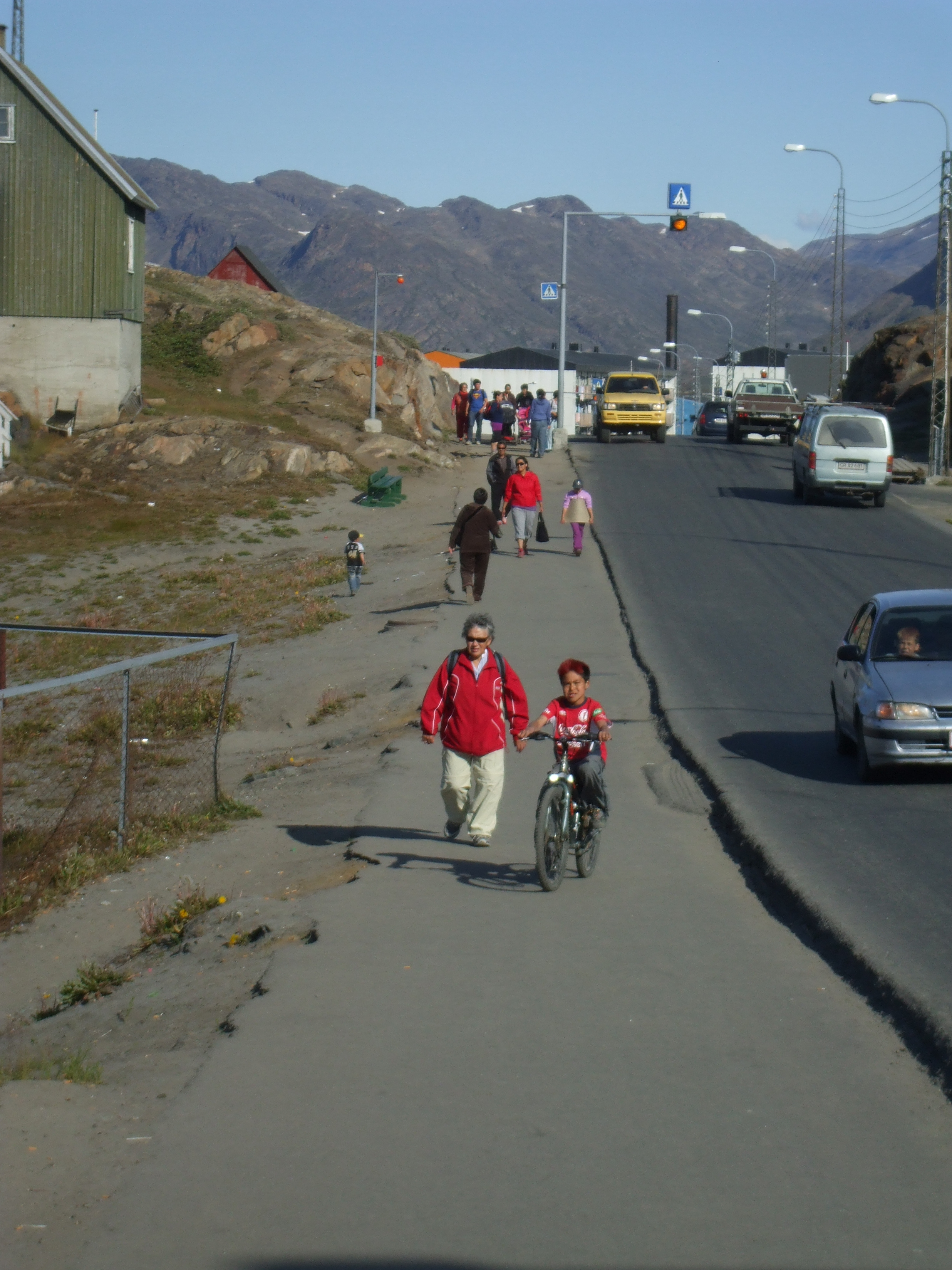
Modes de circulation en ville
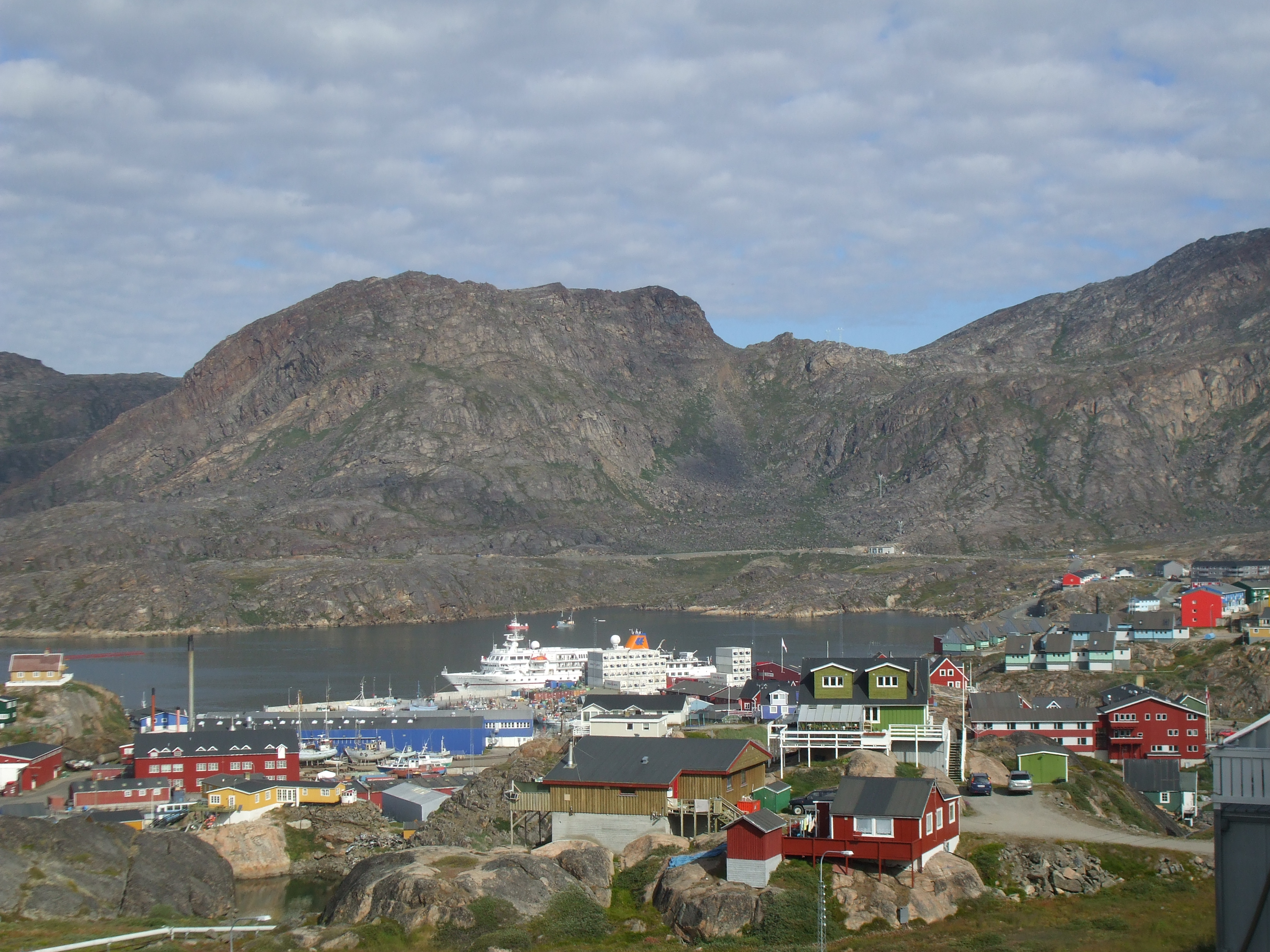
Autre vision du port
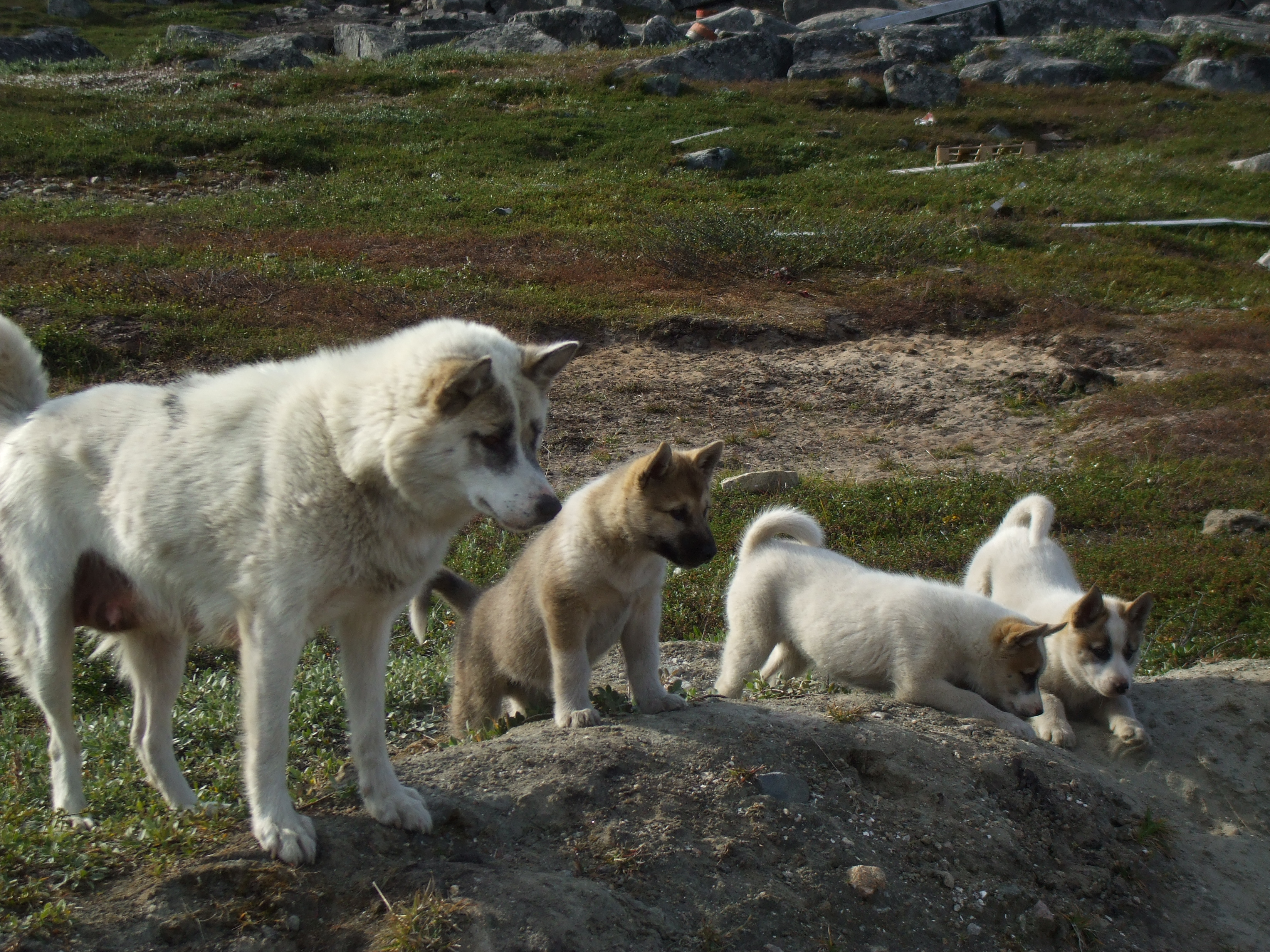
Les chiens attendent l'hiver
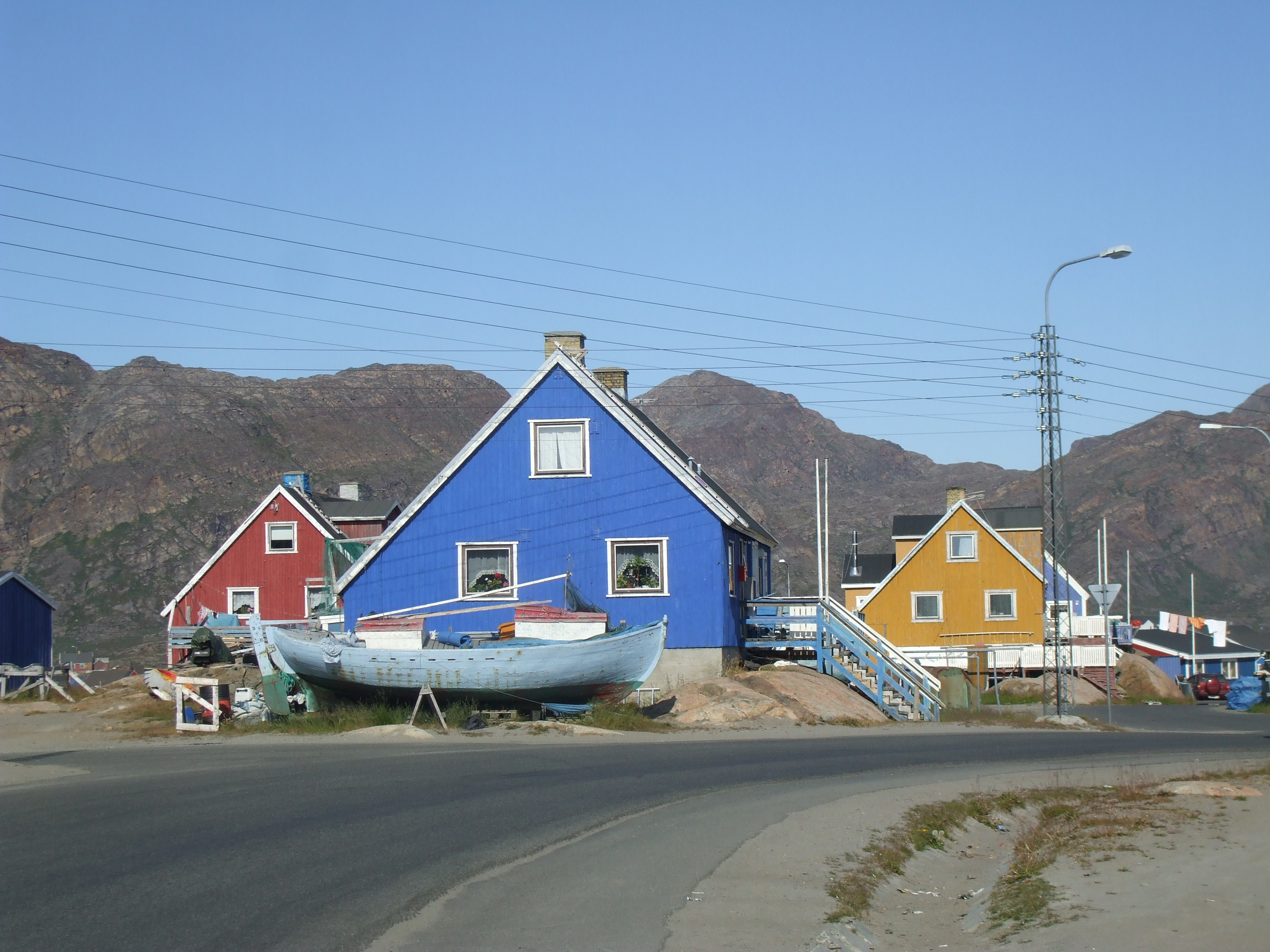
Maisons typiques de Sisimiut
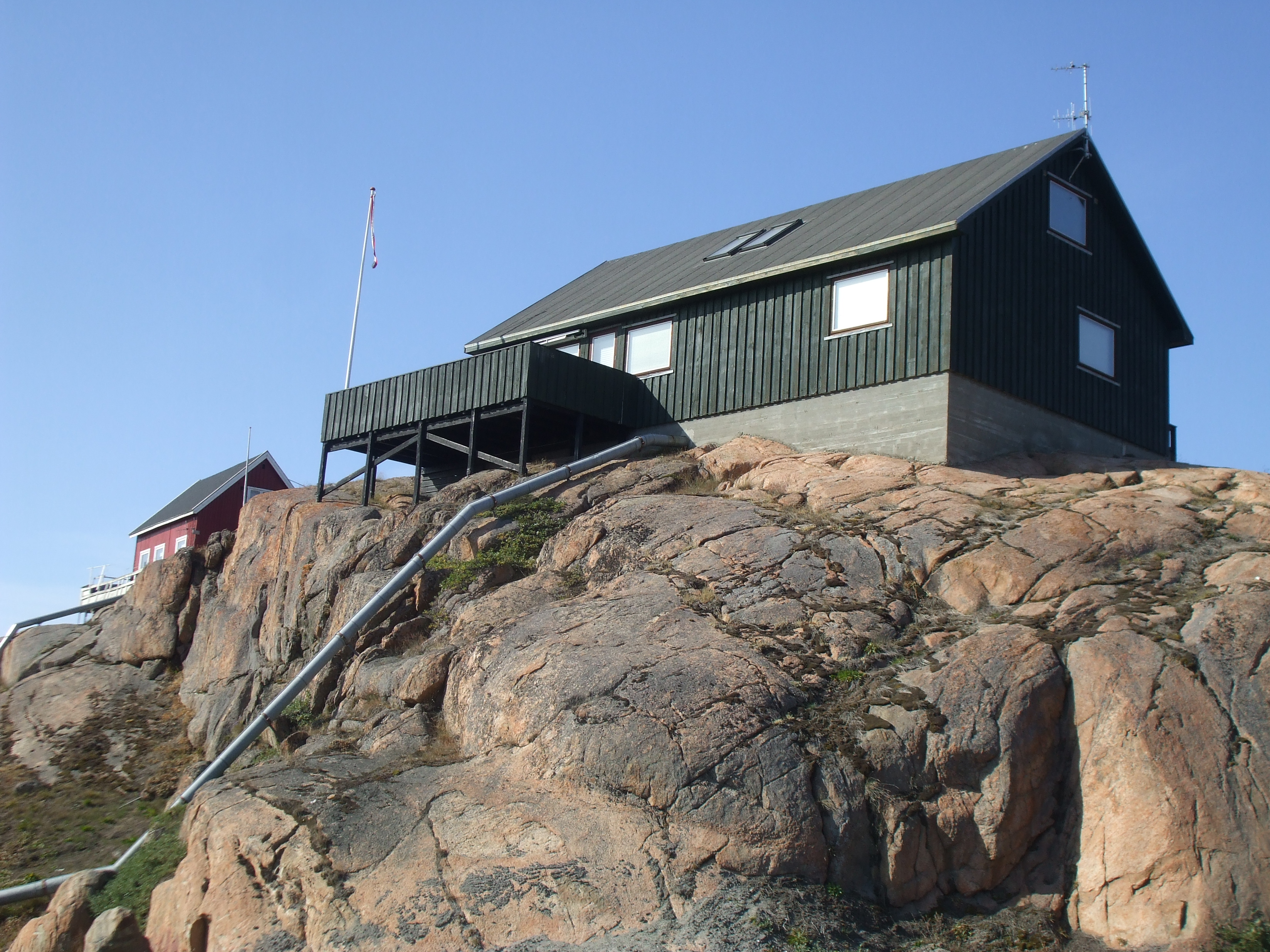
Les constructions s'adaptent à la géologie difficile
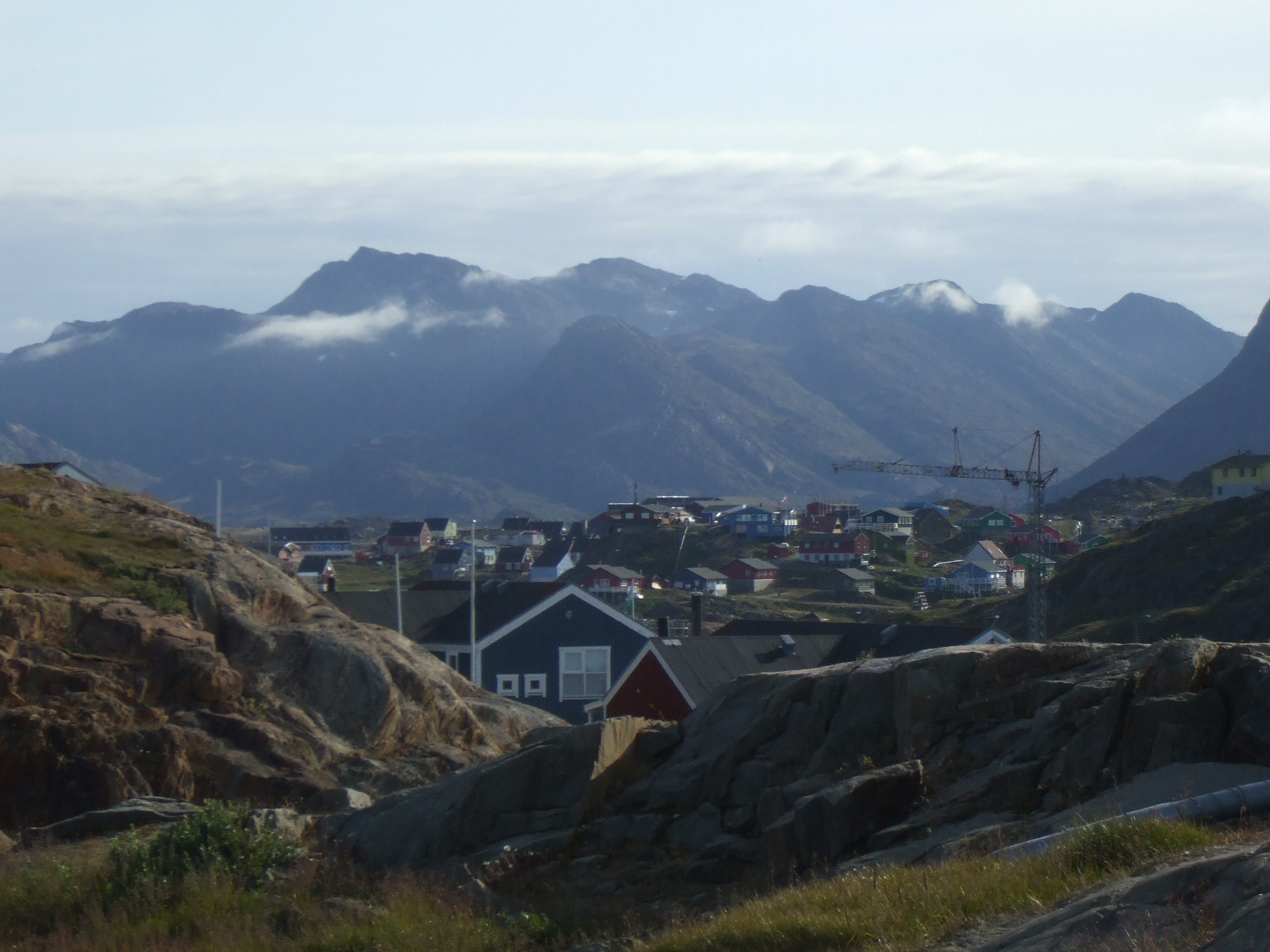
Sisimiut
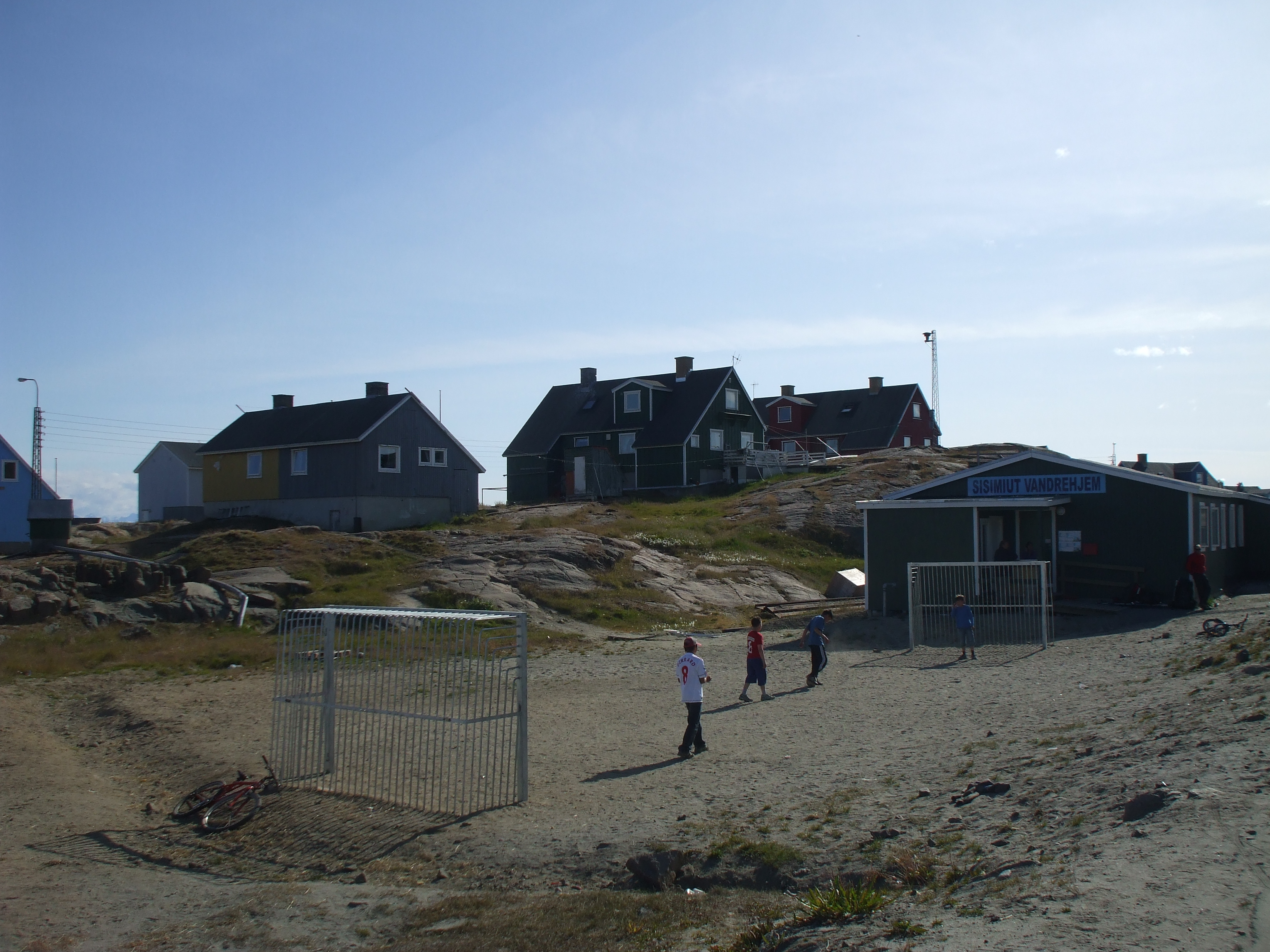
Football de rue
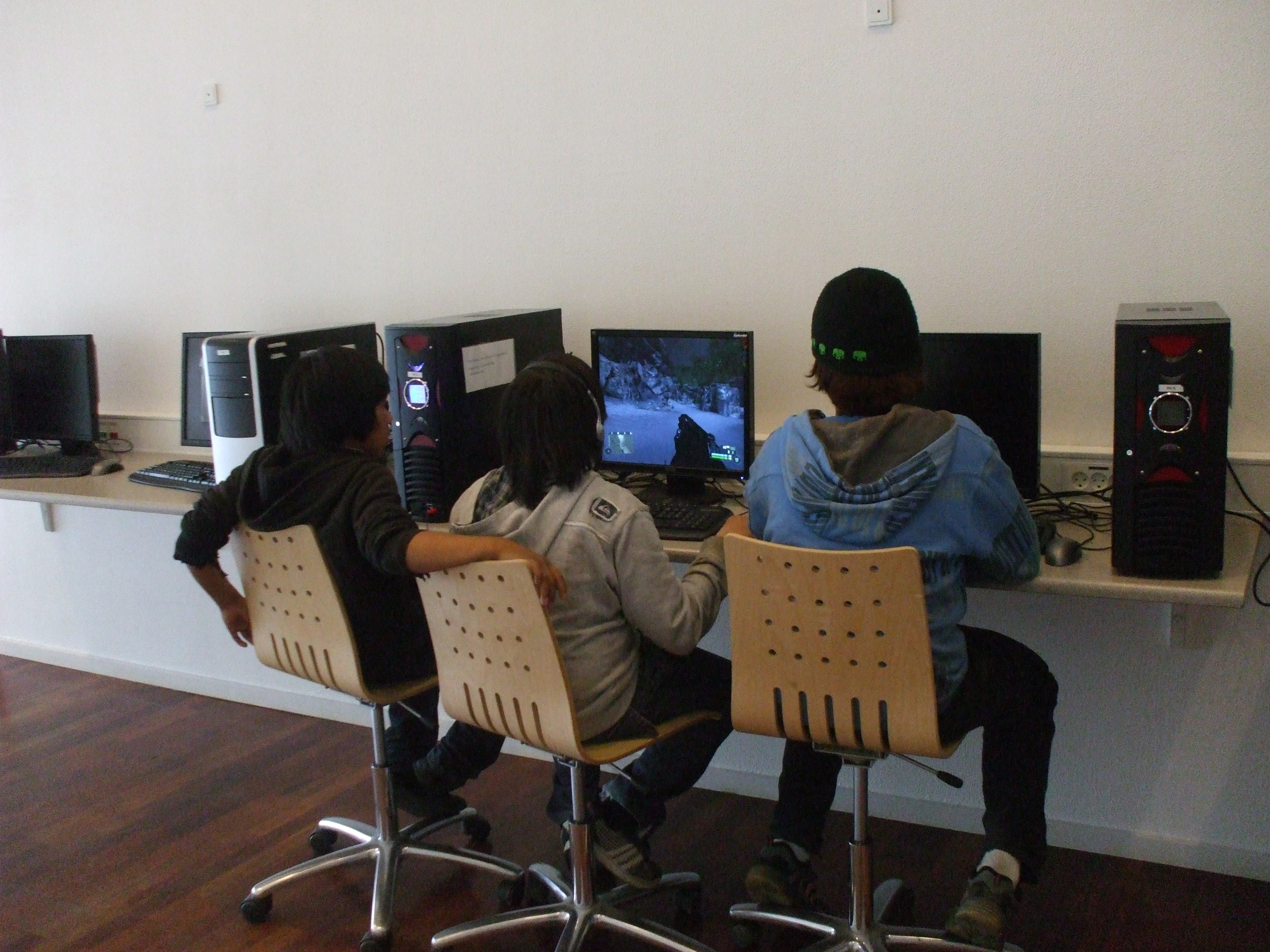
Joyeuse modernité...
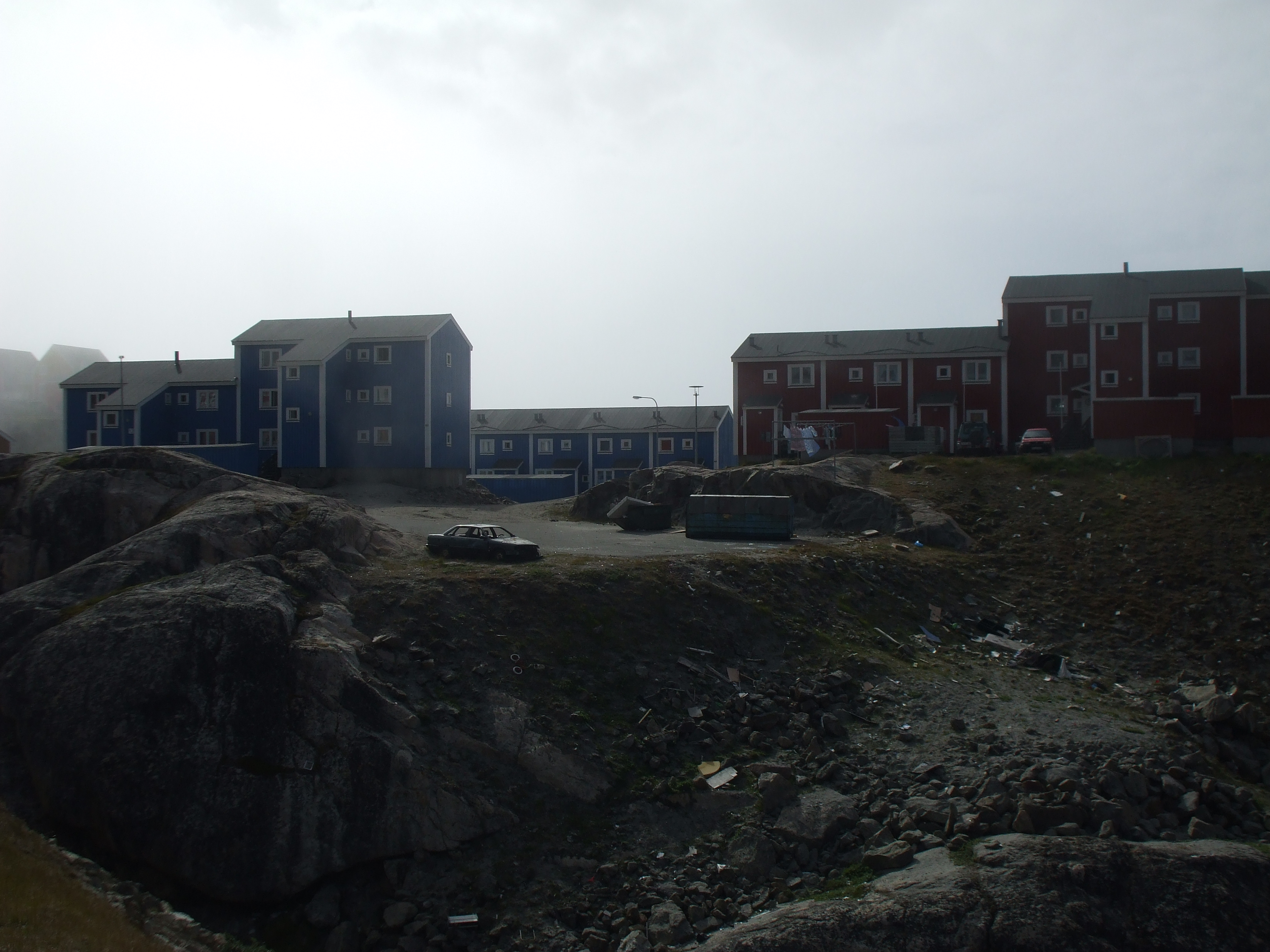
Et tristes réalités

## Littérature
Le roman Les Prophètes du fjord de l'Éternité (2012) de Kim Leine se déroule surtout à Supperkoppen et Igdlut.

### Note
1. ↑  Le terme groenlandais Illiveq signifie littéralement « tombe » (en danois : grav)[16].